# Groupe de papier peint
Un groupe de papier peint (ou groupe d'espace bidimensionnel, ou groupe cristallographique du plan) est un groupe mathématique constitué par l'ensemble des symétries d'un motif bidimensionnel périodique. De tels motifs, engendrés par la répétition (translation) à l'infini d'une forme dans deux directions du plan, sont souvent utilisés en architecture et dans les arts décoratifs. Il existe 17 types de groupes de papier peint, qui permettent une classification mathématique de tous les motifs bidimensionnels périodiques.
En termes de complexité, les groupes de papier peint se situent entre les groupes de frise, simples, et les groupes d'espace tridimensionnels.

## Introduction

### Motifs répétitifs étudiés dans l’article

Surfaces répétitives d’un pavage de Pythagore.

Ici l’expression « surface répétitive » désigne un découpage possible d’un « papier peint » donné, une surface dont les bords ne sont pas nécessairement des segments de droites, telle que l’union infinie de ces surfaces répétitives disjointes : d’intersection vide, reconstitue le papier peint. L’ensemble infini des surfaces répétitives possibles, répétées indéfiniment par un « papier peint » donné, comprendra un ou des “motifs répétitifs” spécifiques de cet article.
Une façon d’inventer une surface répétitive d’un “papier peint” donné à partir d’une autre surface répétitive consiste à la tronquer quelque part, pour ajouter ailleurs un morceau de même superficie afin de créer une autre surface répétitive du même “papier peint”. Par exemple avec un pavage de Pythagore, à partir de la surface répétitive constituée de l’union de deux carrés adjacents de tailles différentes. Le pavage infini en entier est l’union infinie de ces surfaces hexagonales non régulières, comme dans cet autre exemple de pavage de Pythagore.
Dans l’article un « motif répétitif » sera un parallélogramme répétitif d’aire minimale dans une position déterminée sur le papier peint. Cela s’éclaircira grâce au concept de translation gardant invariant un papier peint donné. Avant toute considération sur ces déplacements particuliers associés à un papier peint, précisons qu’un losange est un parallélogramme particulier, et qu’un carré est un losange particulier : les carrés en pointillés sur le pavage de Pythagore sont de la famille des parallélogrammes.
Lignes et couleurs d’un papier peint collé au mur se reproduisent à l’identique quand le regard sur le mur franchit une certaine distance dans une certaine direction, et dans un certain sens ajoute-t-on en mathématiques, car des droites parallèles — dites de même direction — peuvent être parcourues dans un sens ou dans le sens inverse. Autrement dit, le regard effectue une translation sur le papier peint, définie par un vecteur. Cependant la tradition, en géométrie, veut que l’œil qui observe soit fixe, tandis que l’objet géométrique est transformé : son déplacement est une transformation particulière. Aussi dit-on que les translations {\displaystyle T{\text{ et }}U\,} de l’image transforment en lui-même le pavage infini de Pythagore, ou le garde inchangé.

### Premiers exemples de groupes
Les groupes de papier peint classifient les motifs par leur symétrie. Des différences subtiles peuvent placer des formes similaires dans des motifs de différents groupes, et des formes très différentes peuvent être incluses dans des motifs de même groupe.
Considérons l'exemple suivant :

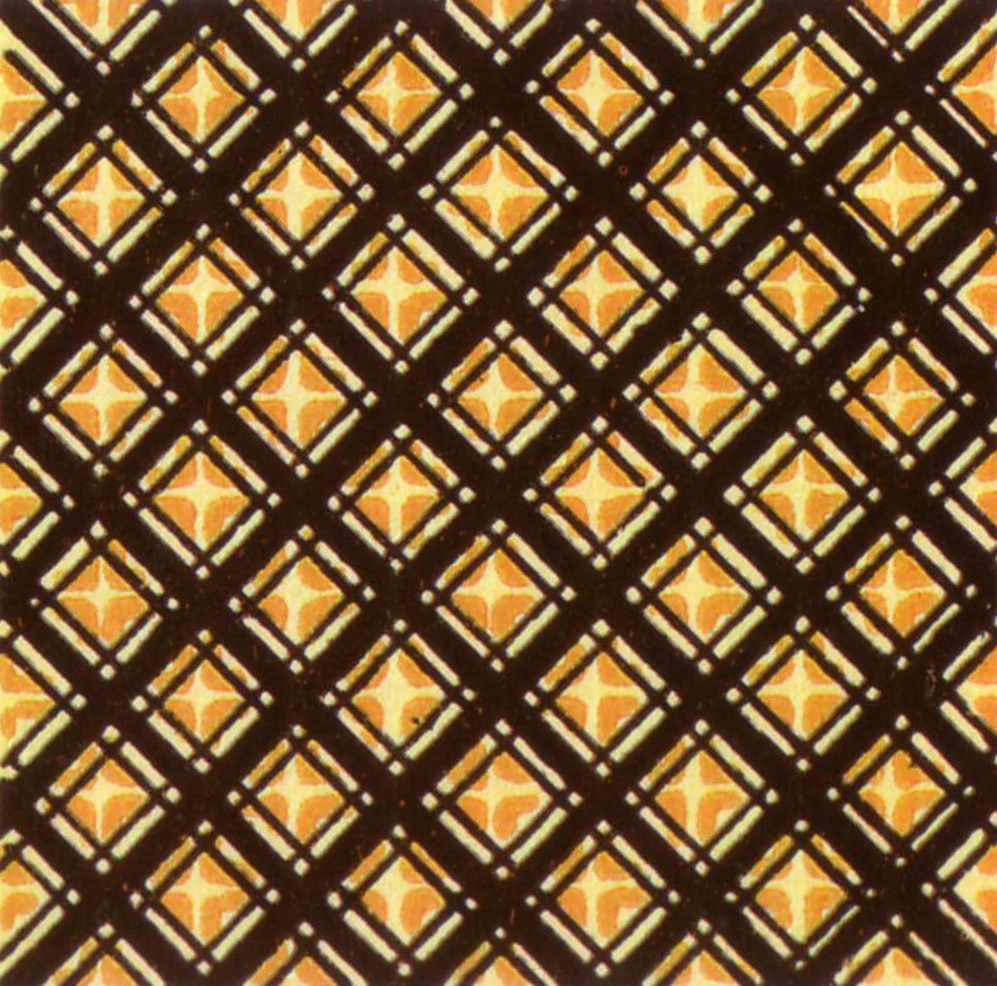
Exemple A : vêtement, Tahiti
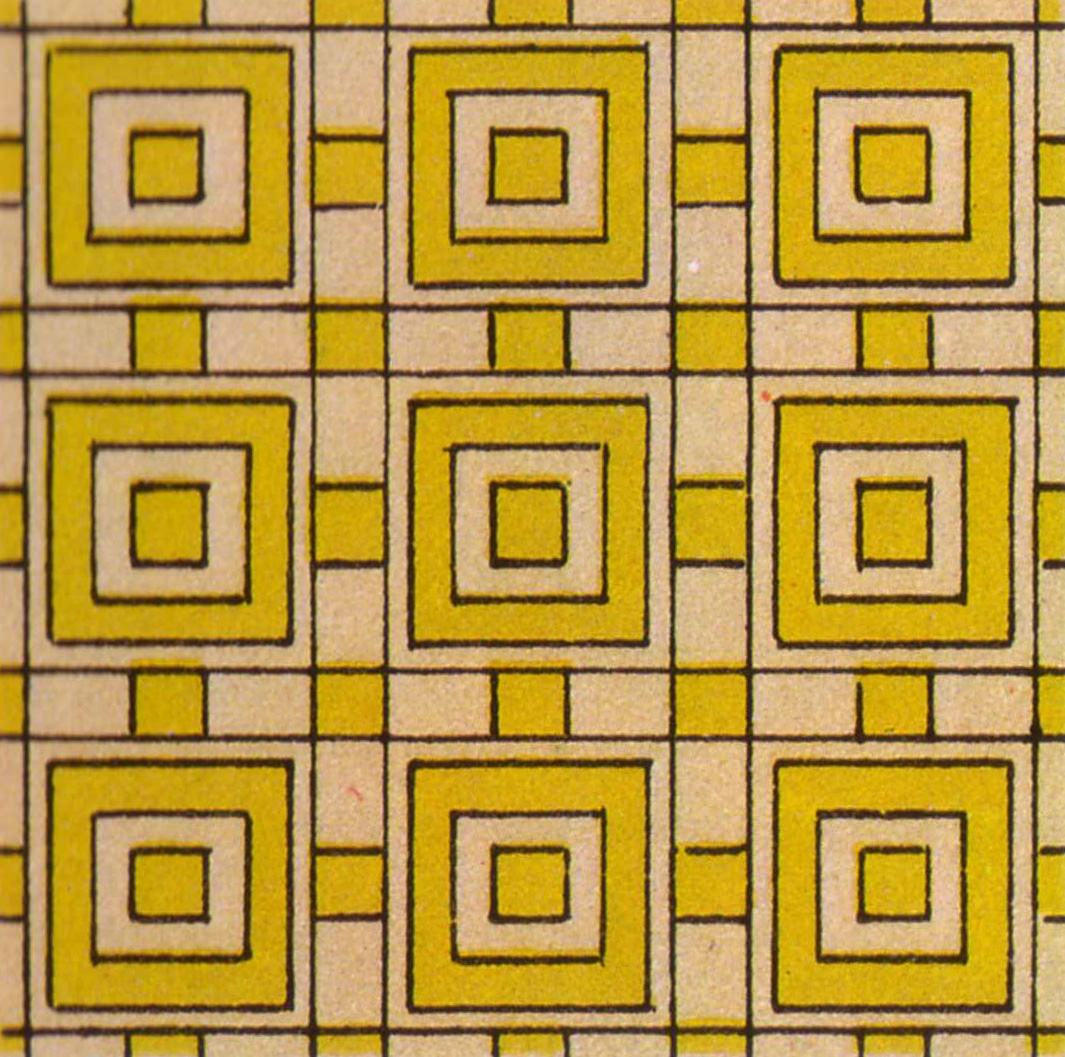
Exemple B : peinture ornementale, Ninive, Assyrie
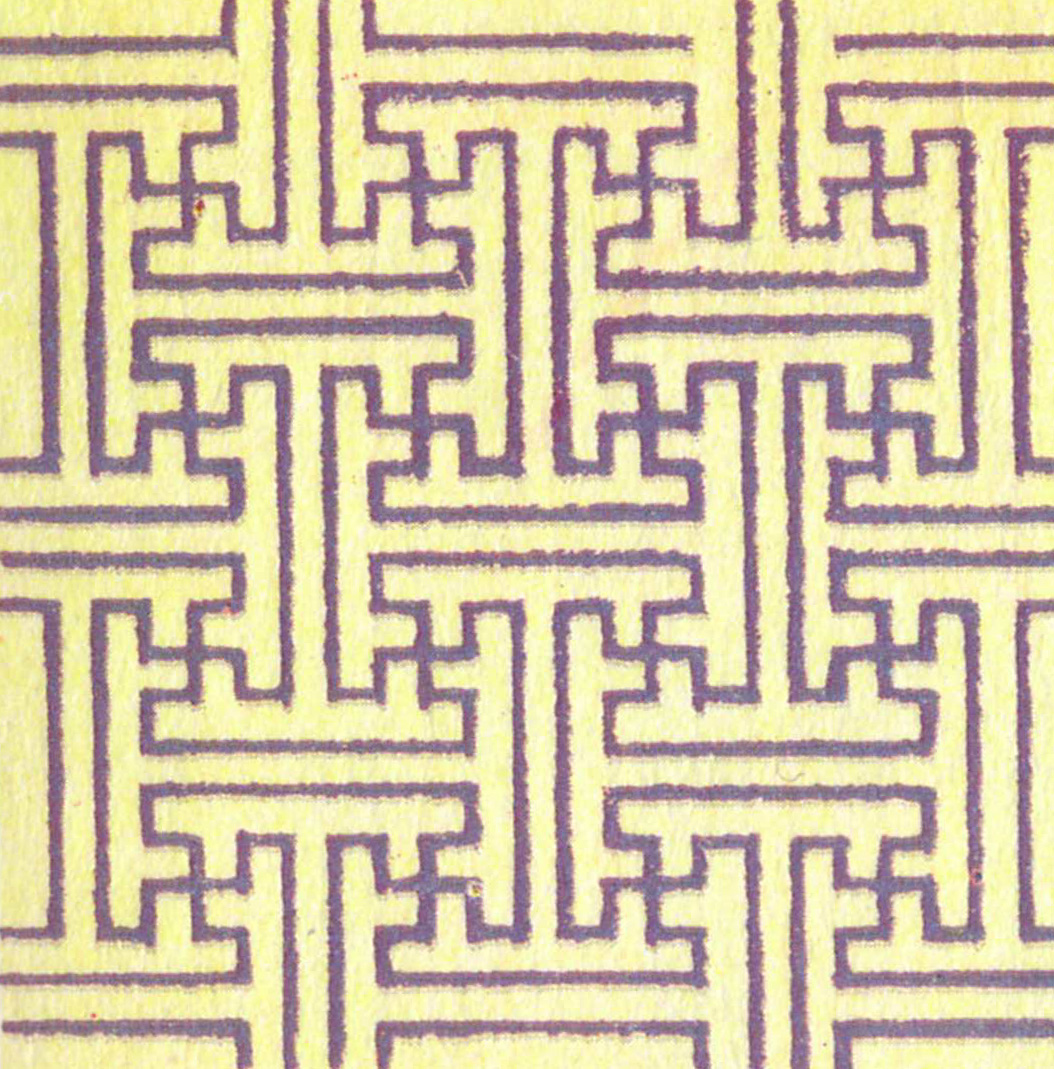
Exemple C : porcelaine peinte, Chine

Les motifs A et B possèdent le même groupe de papier peint, appelé p4m dans la notation de l'Union internationale de cristallographie et *442 en notation des orbifolds. Le motif C possède un groupe de papier peint différent, p4g ou 4*2. Le fait que A et B possèdent le même groupe de papier peint signifie qu'ils possèdent les mêmes symétries, malgré des différences de forme, alors que C possède un différent groupe de papier peint, en dépit de similitudes superficielles.
Au sens large, la symétrie d'un motif est l'ensemble des opérations de symétrie qui transforment le motif et dont le résultat est identique au motif de départ. Par exemple, la symétrie de translation est présente dans un motif quand celui-ci peut être déplacé d'une certaine distance finie et apparaît inchangé. Cela est le cas quand on déplace un ensemble régulier de barres verticales dans le sens horizontal, d'une distance égale à l'espacement entre les barres. Le motif (l'ensemble de barres) apparaît inchangé. En réalité, une telle symétrie n'existe que dans un motif qui se répète exactement à l'infini. Un ensemble de barres verticales ne contenant que cinq barres ne possède pas de symétrie de translation : lorsque l'ensemble est déplacé d'un espacement entre deux barres, la barre d'un côté « disparaît » et une autre barre « apparaît » de l'autre côté. En pratique, cependant, la classification en groupes de papier peint est appliquée à des motifs finis et de petites imperfections peuvent être ignorées.
Seules les isométries du plan euclidien peuvent faire partie d'un groupe de papier peint. Par exemple :
- si on déplace l'exemple B d'une unité vers la droite ou vers le haut, de façon que chaque carré recouvre le carré qui lui était adjacent au départ, le motif final est exactement le même que celui de départ. Ce type de symétrie est une translation. Les exemples A et C sont similaires, sauf que la direction de la plus petite translation est diagonale, et pas horizontale ou verticale ;
- si on fait tourner l'exemple B de 90° dans le sens des aiguilles d'une montre, autour du centre de l'un des carrés, on obtient à nouveau exactement le même motif. Cette opération est une rotation. Les exemples A et C possèdent également des rotations de 90°, même s'il est plus difficile de trouver le centre de rotation pour l'exemple C ;
- il est également possible de retourner l'exemple B par rapport à un axe horizontal qui passe par le milieu du motif. Cette opération est une réflexion. L'exemple B possède aussi des réflexions par rapport à l'axe vertical, ainsi qu'aux diagonales. Il en est de même pour le motif A, mais pas pour le motif C, qui ne peut pas être réfléchi par rapport aux diagonales. Si on réfléchit C par rapport à une diagonale, on n'obtient pas le même motif, mais le motif original déplacé d'une certaine distance. C'est la raison pour laquelle le groupe de papier peint des exemples A et B n'est pas le même que celui de l'exemple C.

## Historique
La preuve qu'il n'existe que 17 groupes de papier peint a d'abord été fournie par Evgraf Fedorov en 1891, puis démontrée indépendamment par George Pólya en 1924.

## Définition
Étant donnée une tuile P du plan euclidien {\displaystyle \mathbb {R} ^{2}}, c'est-à-dire une partie compacte et connexe, un groupe G d'isométries est dit de papier peint pour cette tuile si
- {\displaystyle \mathbb {R} ^{2}=\bigcup _{g\in G}g(P)}
- {\displaystyle \forall g,h\in G,\;g({\stackrel {\ \circ }{P}})\cap h({\stackrel {\ \circ }{P}})\neq \emptyset \Rightarrow g(P)=h(P)}

où le cercle désigne l'intérieur topologique. Le premier point exprime que la totalité du plan est recouverte de tuiles, le deuxième que les tuiles ne se chevauchent pas (elles se rencontrent sur leur bord). On montre entre autres qu'un tel groupe a une topologie discrète et contient deux translations linéairement indépendantes.
Deux tels groupes d'isométries (en) sont du même type (du même groupe de papier peint) s'ils sont les mêmes, sauf pour une application affine du plan. Par exemple, une translation du plan entier (et donc une translation des centres de rotation et axes de réflexion) ne change pas le groupe de papier peint. Il en est de même pour un changement d'angle entre les vecteurs de translation, tant que ce changement n'ajoute ou n'ôte pas de symétrie (ce n'est le cas qu'en l'absence d'axes de réflexion ou de réflexion glissée, et si l'ordre des rotations n'est pas supérieur à 2). Contrairement au cas tridimensionnel, il est possible de restreindre ces transformations affines à celles qui conservent l'orientation. Ainsi, d'après le théorème de Bieberbach, tous les groupes de papier peint sont des groupes abstraits distincts (contrairement aux groupes de frise, dont deux sont isomorphes à {\displaystyle \mathbb {Z} }).
Les motifs bidimensionnels avec une double symétrie de translation peuvent être catégorisés d'après leur type de groupe de symétrie.

### Isométries du plan euclidien
Les isométries du plan euclidien (en) sont partagées en quatre catégories :
- les translations, notées Tv, où v est un vecteur de {\displaystyle \mathbb {R} ^{2}}, qui déplacent tout le plan en appliquant le vecteur de déplacement v ;
- les rotations, notées RC,θ, où C est un point du plan appelé « centre de rotation » et θ est l'« angle de rotation » ;
- les réflexions, notées FL, où L est une ligne dans {\displaystyle \mathbb {R} ^{2}}, dont l'effet est de réfléchir le plan par rapport à la ligne L appelée « axe de réflexion » ou « axe miroir » ;
- les réflexions glissées, notées GL,d, où L est une ligne dans {\displaystyle \mathbb {R} ^{2}} et d une distance. Il s'agit de la combinaison d'une réflexion par rapport à la ligne L et d'une translation le long de L de la distance d.

### Condition sur les translations indépendantes
Le fait qu'un groupe de papier peint doit contenir deux translations de vecteurs linéairement indépendants implique qu'il existe deux vecteurs v et w de {\displaystyle \mathbb {R} ^{2}} linéairement indépendants, tels que le groupe contienne Tv et Tw.
Le but de cette condition est de différencier les groupes de papier peint des groupes de frise, qui possèdent une translation, mais pas deux de vecteurs linéairement indépendants, et de les différencier aussi des groupes ponctuels discrets de symétrie bidimensionnels, qui ne possèdent pas du tout de translation. Autrement dit, les groupes de papier peint classifient des motifs qui se répètent dans deux directions distinctes, au contraire des groupes de frise, qui ne s'appliquent qu'aux motifs ne se répétant que dans une seule direction.

### Condition de caractère discret
La condition de caractère discret signifie qu'il existe un nombre réel positif ε tel que pour chaque translation Tv du groupe, le vecteur v a pour longueur au moins ε (sauf dans le cas où v est un vecteur nul).
Le but de cette condition est d'assurer que le groupe ait un domaine fondamental compact, c'est-à-dire qu'il ne s'applique qu'à des motifs de maille non nulle (d'aire finie), qui se répète dans le plan.
Une conséquence importante et non triviale de la condition de caractère discret, combinée à la condition sur les translations de vecteurs linéairement indépendants, est qu'un groupe de papier peint ne peut contenir que des opérations de rotation d'ordre 1, 2, 3, 4 et 6 : chaque rotation dans le groupe doit être d'angle 360°, 180°, 120°, 90° ou 60°. Il s'agit du théorème de restriction cristallographique, qui peut être généralisé pour d'autres dimensions.

## Notation des groupes de papier peint

### Notation cristallographique
Comme les opérations de symétrie des groupes de papier peint sont également présentes dans les groupes d'espace, il est possible d'utiliser une notation similaire à la notation de Hermann-Mauguin pour les groupes d'espace, développée par Carl Hermann et Charles Victor Mauguin. Il s'agit de la notation recommandée par l'Union internationale de cristallographie. Un exemple de groupe de papier peint dans cette notation est p31m, avec quatre symboles (lettres ou chiffres) ; la notation d'un groupe de papier peint peut cependant contenir moins de symboles, comme cmm ou pg.
Pour les groupes de papier peint, la notation débute avec une lettre désignant le mode de réseau : p pour un réseau primitif et c pour un réseau centré. Ce premier symbole est généralement suivi par un chiffre, n, indiquant l'ordre de rotation le plus élevé : 1 (identité), 2, 3, 4 ou 6. Les deux symboles suivants indiquent des symétries par rapport à l'une des directions de translation du motif, appelée « direction principale » ; s'il existe un miroir perpendiculaire à une direction de translation, c'est cette direction qui est choisie comme direction principale (s'il existe plusieurs directions équivalentes par symétrie, une de ces directions est choisie). Les symboles possibles sont m (axe de réflexion), g (axe de réflexion glissée) ou 1 (identité, pas de symétrie plus haute). L'axe de réflexion ou de réflexion glissée est perpendiculaire à la direction principale de symétrie pour le troisième symbole, et soit parallèle, soit incliné d'un angle de 180°/n (si n>2) pour le dernier symbole. Plusieurs groupes possèdent des opérations de symétrie supplémentaires à celles présentes dans leurs symboles, qui découlent de la combinaison de toutes les opérations de symétrie. Pour cette raison, il est courant d'utiliser un symbole raccourci pour désigner certains groupes de papier peint. La notation raccourcie peut omettre le premier symbole de rotation, ou des opérations de réflexion, tant qu'il n'existe pas de confusion possible avec un autre groupe.
Une maille primitive est la plus petite région convexe du plan permettant de paver entièrement le plan sans recouvrement ni vide à l'aide des translations de réseau. Quasiment tous les groupes de papier peint sauf deux sont décrits par rapport à une maille primitive, utilisant un système de coordonnées utilisant les plus petits vecteurs de translation linéairement indépendants du réseau. Dans les deux cas non primitifs, la description de la symétrie est faite par rapport à une maille centrée, deux fois plus grande que la maille primitive, et qui possède donc des translations internes ; la direction des côtés de la maille est différente de celle des vecteurs de translation définissant la maille primitive. La notation de Hermann-Mauguin pour les groupes d'espace utilise des modes de réseau supplémentaires.
Exemples :
- p2 (p211) : maille primitive, rotation d'ordre 2, pas de réflexion ni de réflexion glissée ;
- p4g (p4gm) : maille primitive, rotation d'ordre 4, réflexion glissée orthogonalement à la direction principale, réflexion par rapport à un axe incliné de 45° par rapport à la direction principale ;
- cmm (c2mm) : maille centrée, rotation d'ordre 2, réflexions orthogonalement et parallèlement à la direction principale ;
- p31m (p31m) : maille primitive, rotation d'ordre 3, réflexion par rapport à un axe incliné de 60° par rapport à la direction principale.

Le tableau suivant indique les groupes de papier peint dont la notation raccourcie diffère de la notation complète :
| Notation raccourcie | p2   | pm   | pg   | cm   | pmm  | pmg  | pgg  | cmm  | p4m  | p4g  | p6m  |
| Notation complète   | p211 | p1m1 | p1g1 | c1m1 | p2mm | p2mg | p2gg | c2mm | p4mm | p4gm | p6mm |

Les autres groupes sont p1, p3, p3m1, p31m, p4 et p6.

### Notation des orbifolds
La notation des orbifolds pour les groupes de papier peint a été introduite par John Horton Conway,. Elle n'est pas basée sur la cristallographie, mais sur la topologie.

## Les dix-sept groupes de papier peint
Chaque groupe dans cette section possède deux diagrammes de structure de maille, qui sont interprétés de la manière suivante :
|  | un centre de rotation d'ordre 2 (180°) |
|  | un centre de rotation d'ordre 3 (120°) |
|  | un centre de rotation d'ordre 4 (90°)  |
|  | un centre de rotation d'ordre 6 (60°)  |
|  | un axe de réflexion                    |
|  | un axe de réflexion glissée            |

Dans les diagrammes de gauche, l'aire jaune représente le domaine fondamental, aussi appelé unité asymétrique, c'est-à-dire la plus petite partie du motif qui peut servir à reconstruire le motif en entier à partir de toutes les opérations de symétrie du groupe. Les diagrammes de droite montrent la maille primitive du réseau correspondant aux plus petites translations ; la maille dans les diagrammes de gauche a parfois une aire deux fois plus grande.

### Famille cristalline monoclinique
Dans la famille cristalline monoclinique, le système réticulaire est également monoclinique. Les deux vecteurs de translation définissant la maille élémentaire peuvent avoir des longueurs différentes et l'angle entre les deux vecteurs est quelconque.

#### Groupep1
- Notation des orbifolds : o
- Groupe ponctuel de symétrie : 1 (notation de Hermann-Mauguin), C1 (notation de Schoenflies)
- Le groupe p1 ne contient que des translations ; il n'y a ni rotation, ni réflexion, ni réflexion glissée.

Structure de maille pour p1
Exemple et diagramme pour p1
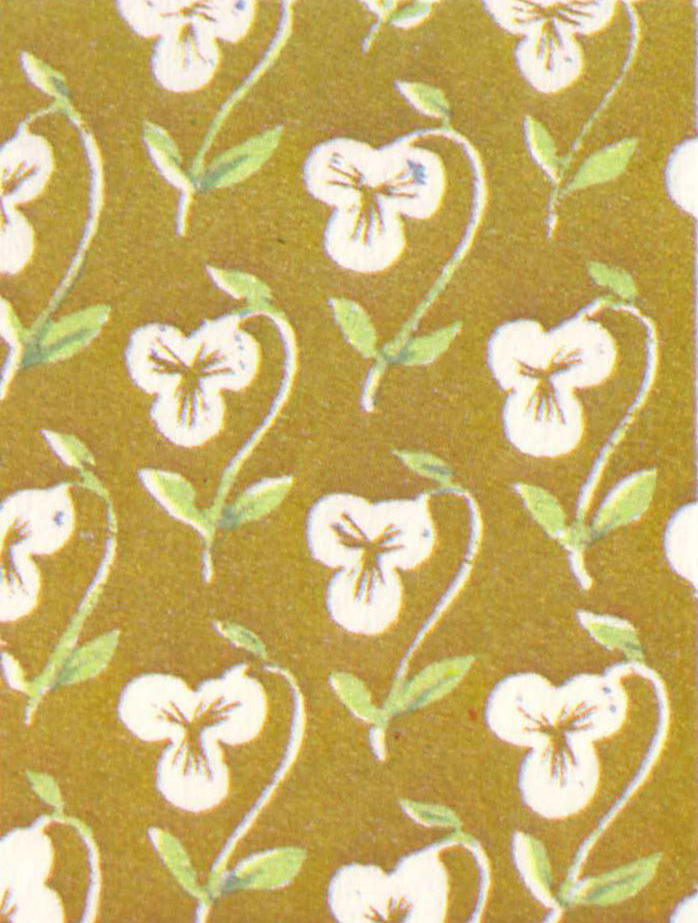
Exemple : décoration murale médiévale

#### Groupep2
- Notation des orbifolds : 2222

Exemple et diagramme pour p2

Structure de maille pour p2

- Groupe ponctuel de symétrie : 2 (notation de Hermann-Mauguin), C2 (notation de Schoenflies)
- Le diagramme du groupe p2 contient quatre centres de rotation d'ordre 2 (180°), mais pas d'axe de réflexion ni de réflexion glissée.

Exemples pour le groupe p2
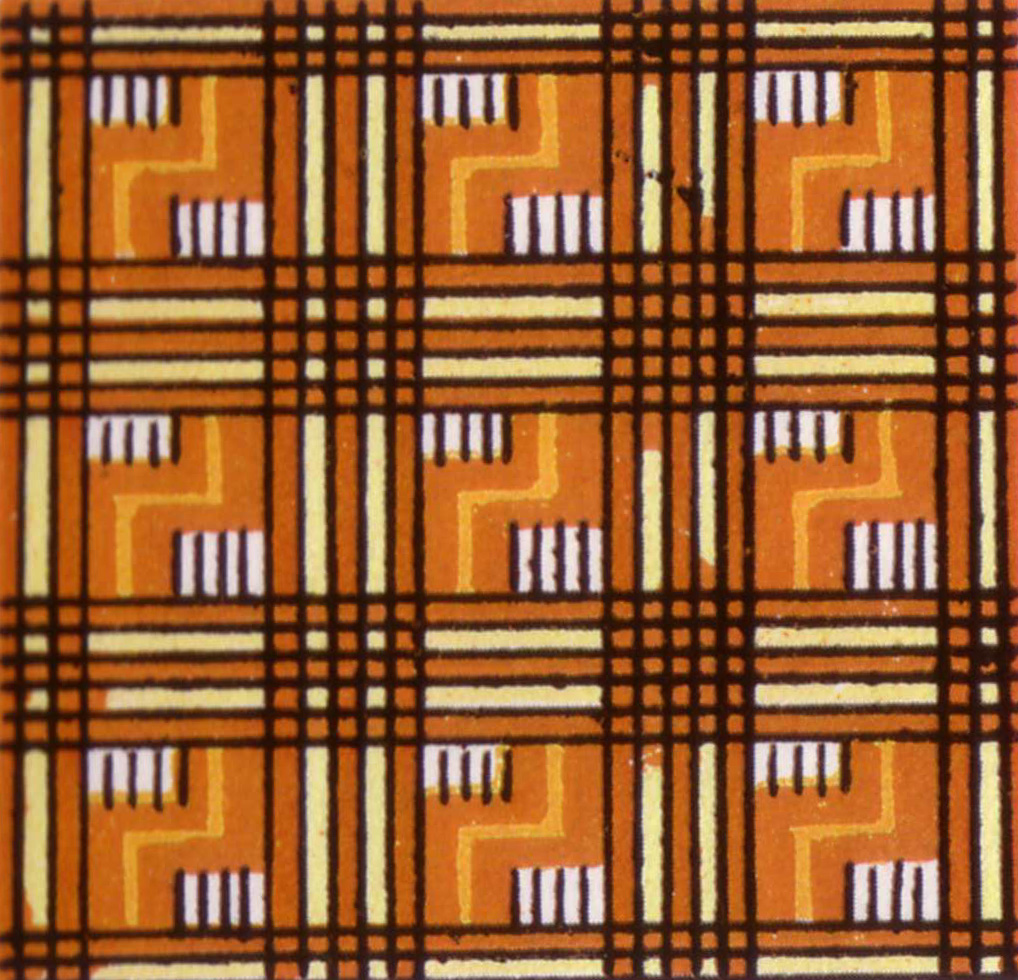
Tissu, Îles d'Hawaï
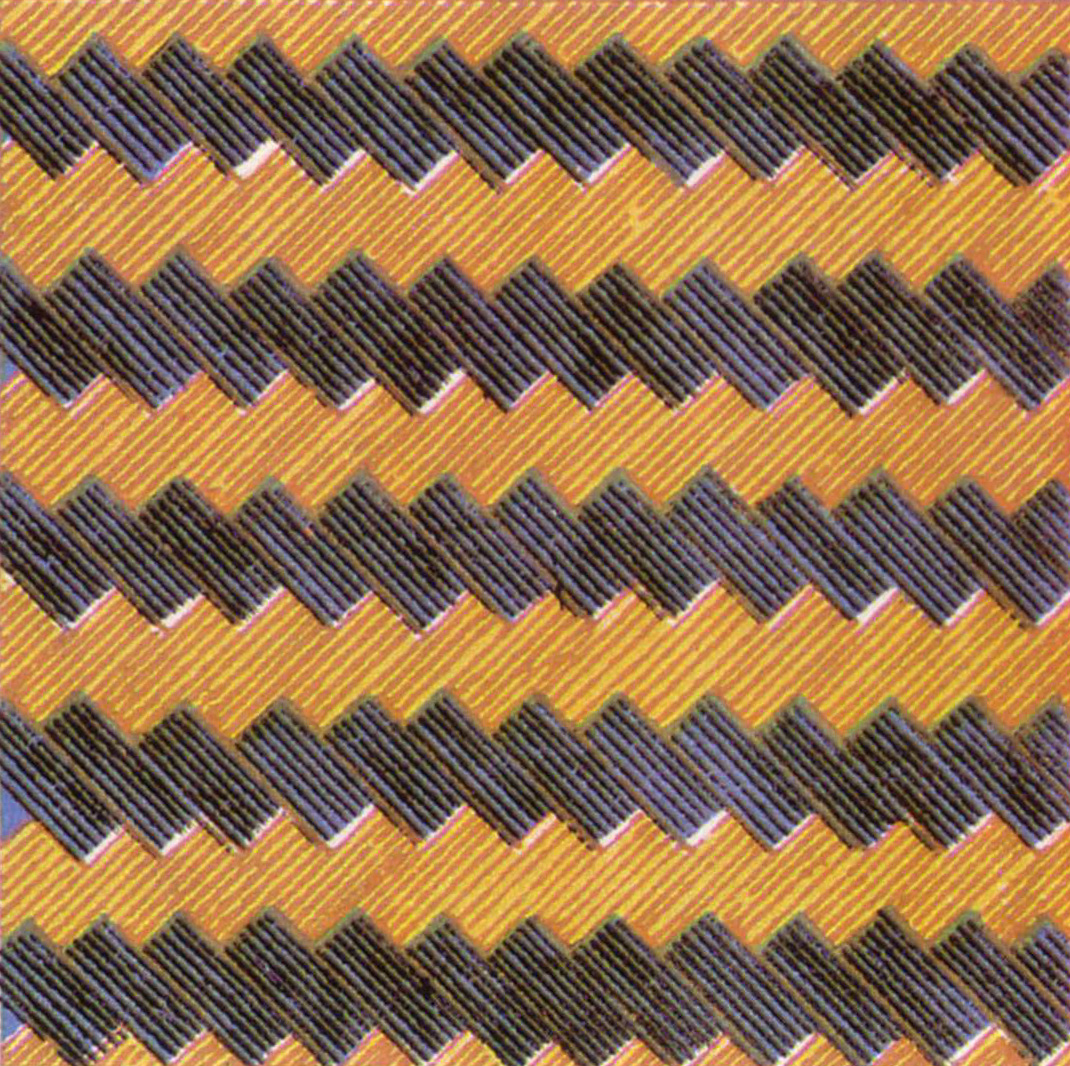
Tapis égyptien
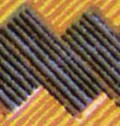
Tapis égyptien (détail)
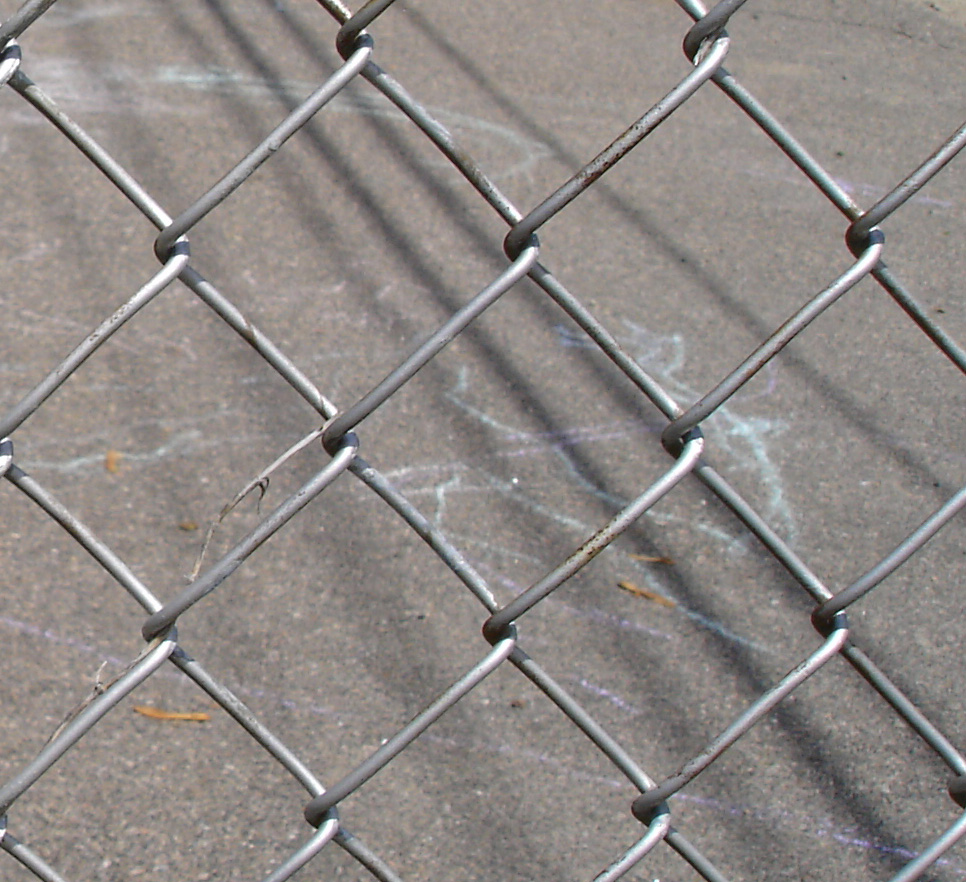
Clôture en fil de fer

### Famille cristalline orthorhombique
Dans la famille cristalline orthorhombique, le système réticulaire est également orthorhombique. Les deux vecteurs de translation définissant la maille élémentaire peuvent avoir des longueurs différentes ; ils forment un angle de 90° entre eux.

#### Groupepm
- Notation des orbifolds : **

Exemple et diagramme pour pm

Structure de maille pour pm

- Groupe ponctuel de symétrie : m (notation de Hermann-Mauguin), D1 (notation de Schoenflies)
- Le groupe pm ne possède pas de rotation. Il contient des réflexions d'axes parallèles.

Les motifs des deux premiers exemples ci-dessous ont un axe de symétrie vertical ; les deux derniers ont chacun un axe de symétrie diagonal différent. Dans le dernier exemple, strictement parlant, le groupe du motif est p1 : le segment reliant deux ovales d'une même ligne brise la symétrie miroir.

Exemples pour le groupe pm
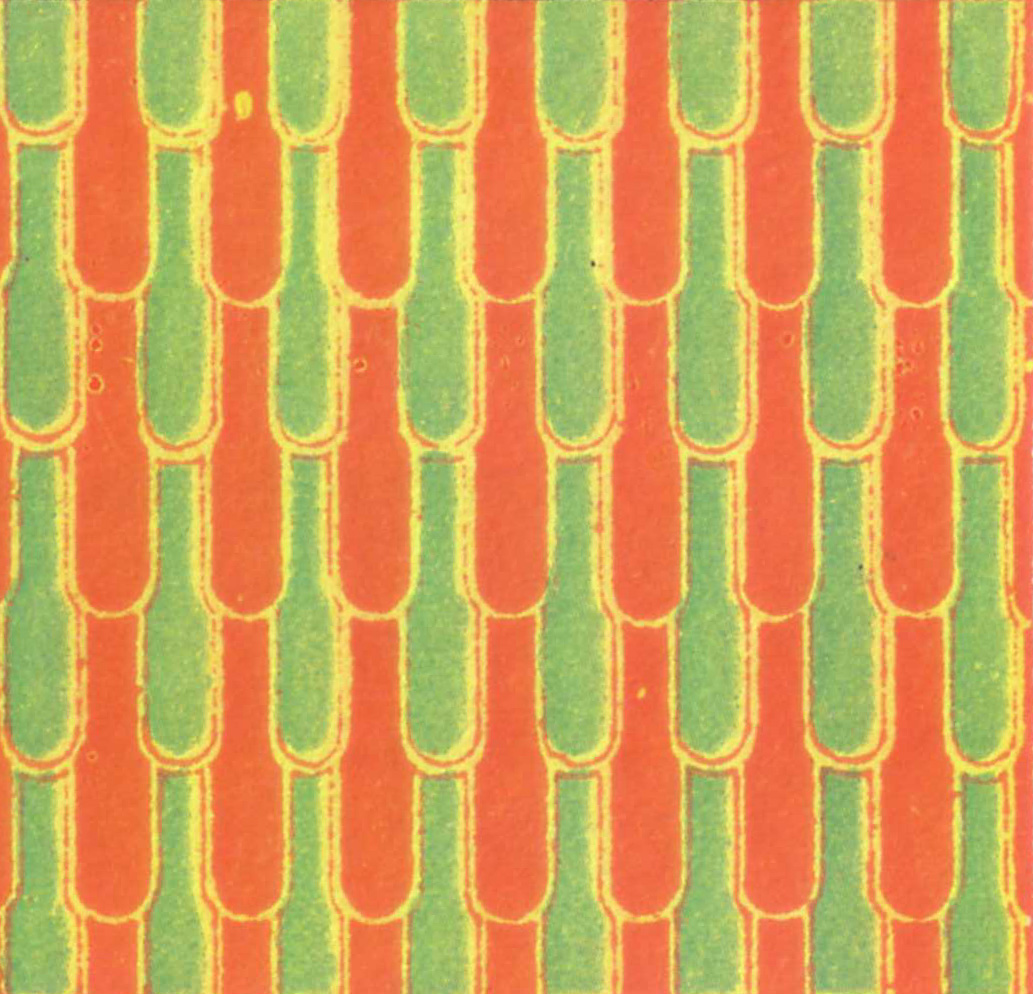
Tissu égyptien provenant d'une tombe dans la vallée des rois en Égypte
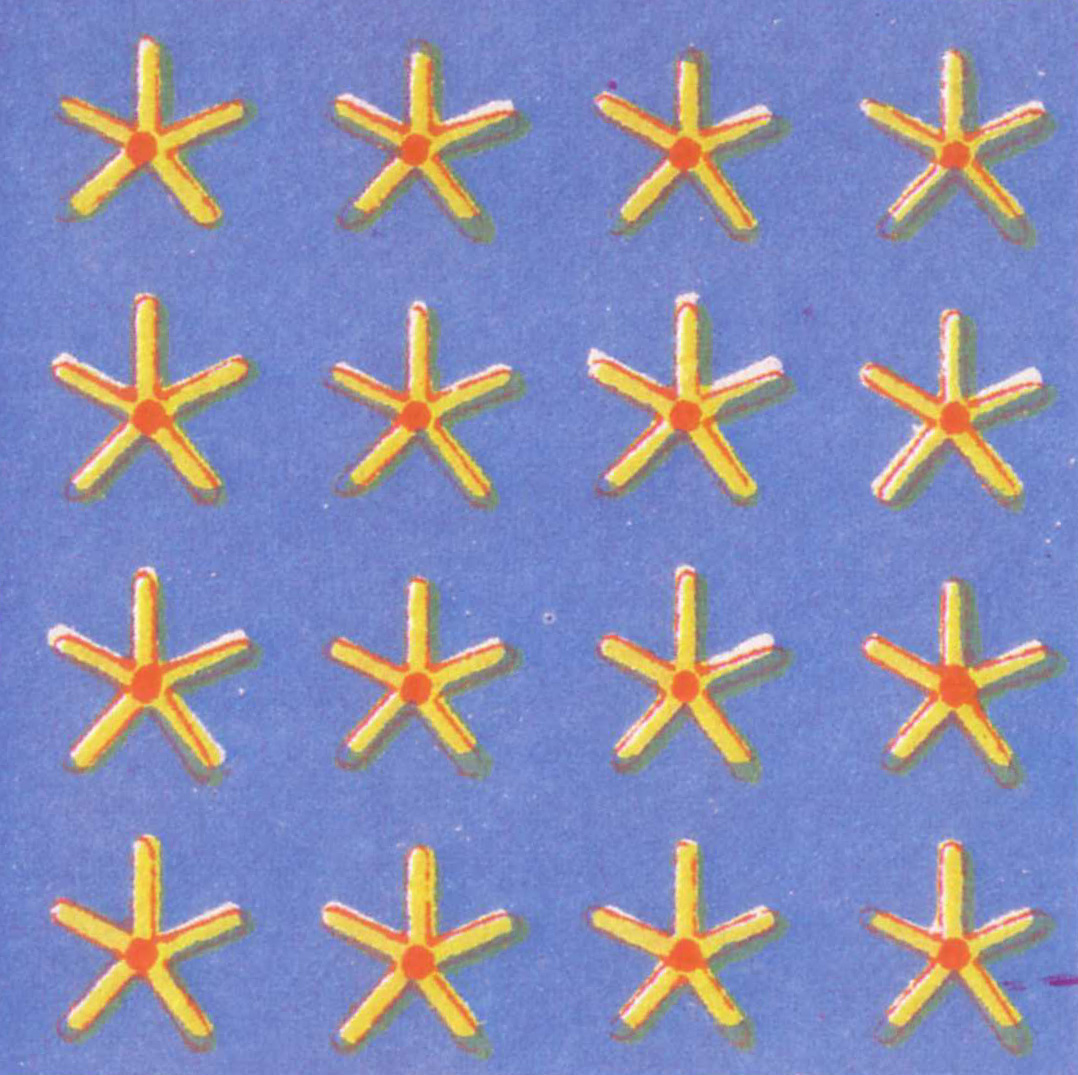
Tombe égyptienne à Thèbes
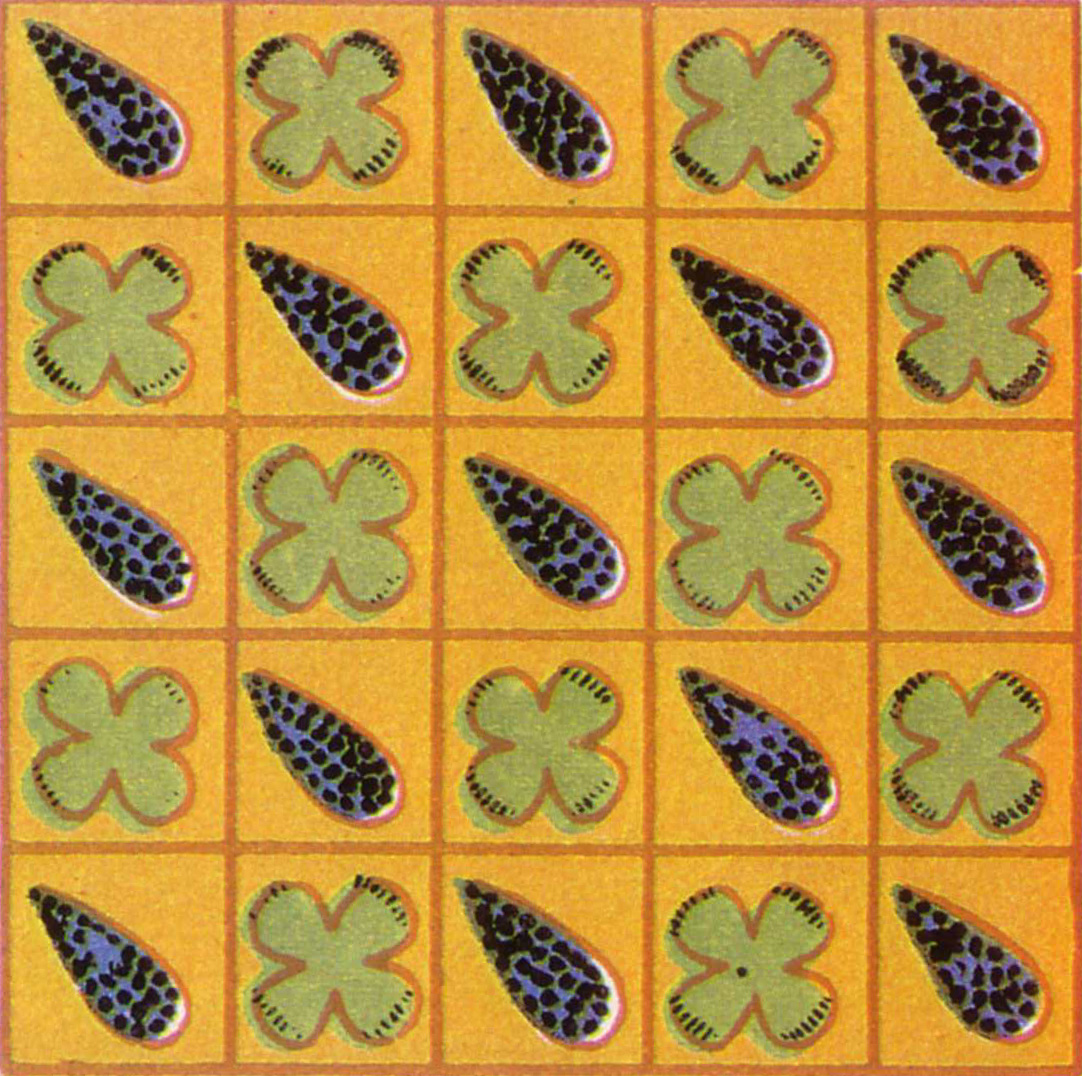
Plafond d'une tombe égyptienne
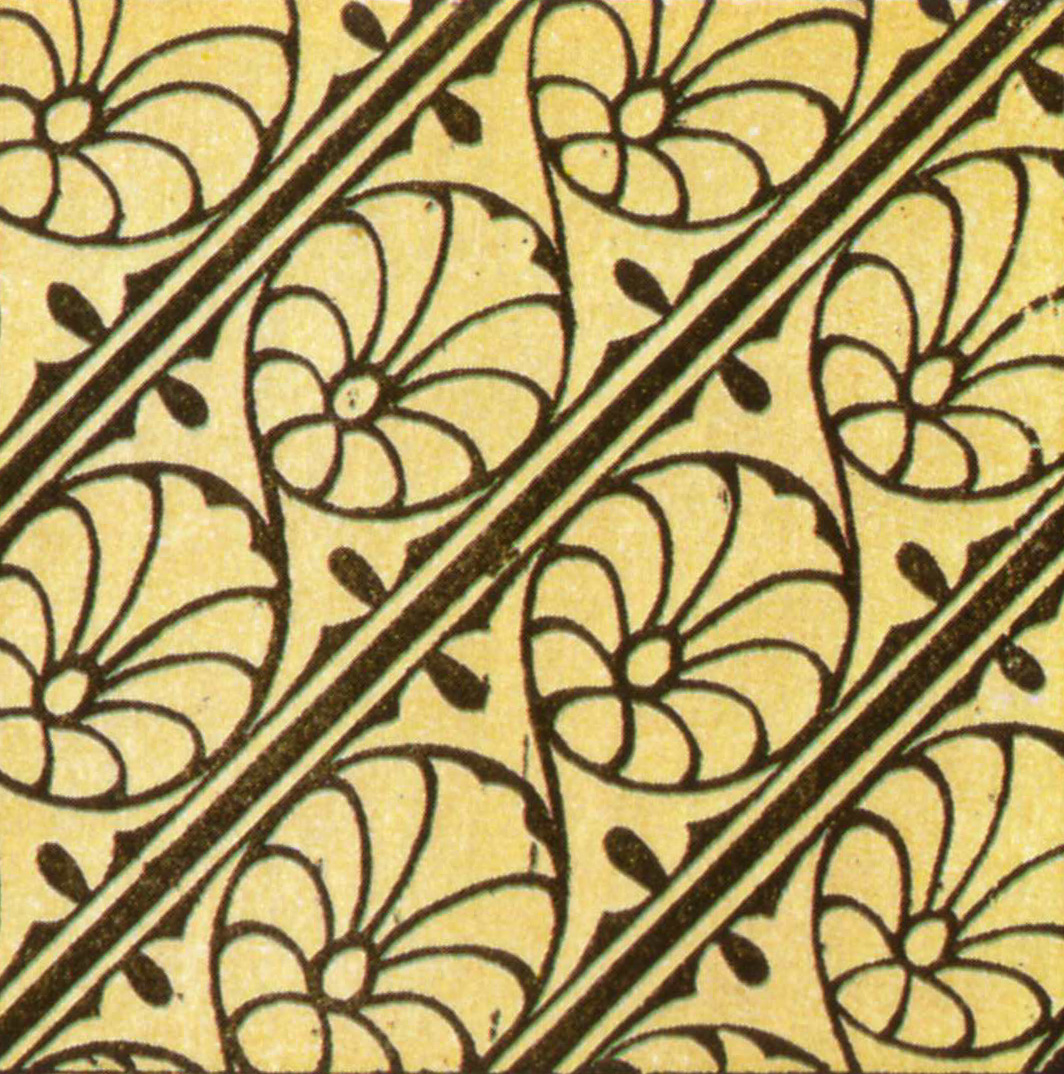
Ferronnerie indienne à l'exposition universelle de 1851

#### Groupepg
- Notation des orbifolds : xx

Exemple et diagramme pour pg

Structure de maille pour pg

- Groupe ponctuel de symétrie : m (notation de Hermann-Mauguin), D1 (notation de Schoenflies)
- Le groupe pg ne contient que des réflexions glissées d'axes parallèles entre eux. Il n'y a ni rotation ni réflexion pure.

Sans les détails de structure, le groupe du tapis ci-dessous est pmg ; avec les détails de structure mais en ignorant les couleurs, le groupe est pgg. Dans l'exemple du pavage carré adouci, les axes de réflexion glissée sont diagonaux, du haut à gauche vers le bas à droite. En ignorant les couleurs, la symétrie n'est plus pg mais p4g.

Exemples pour le groupe pg
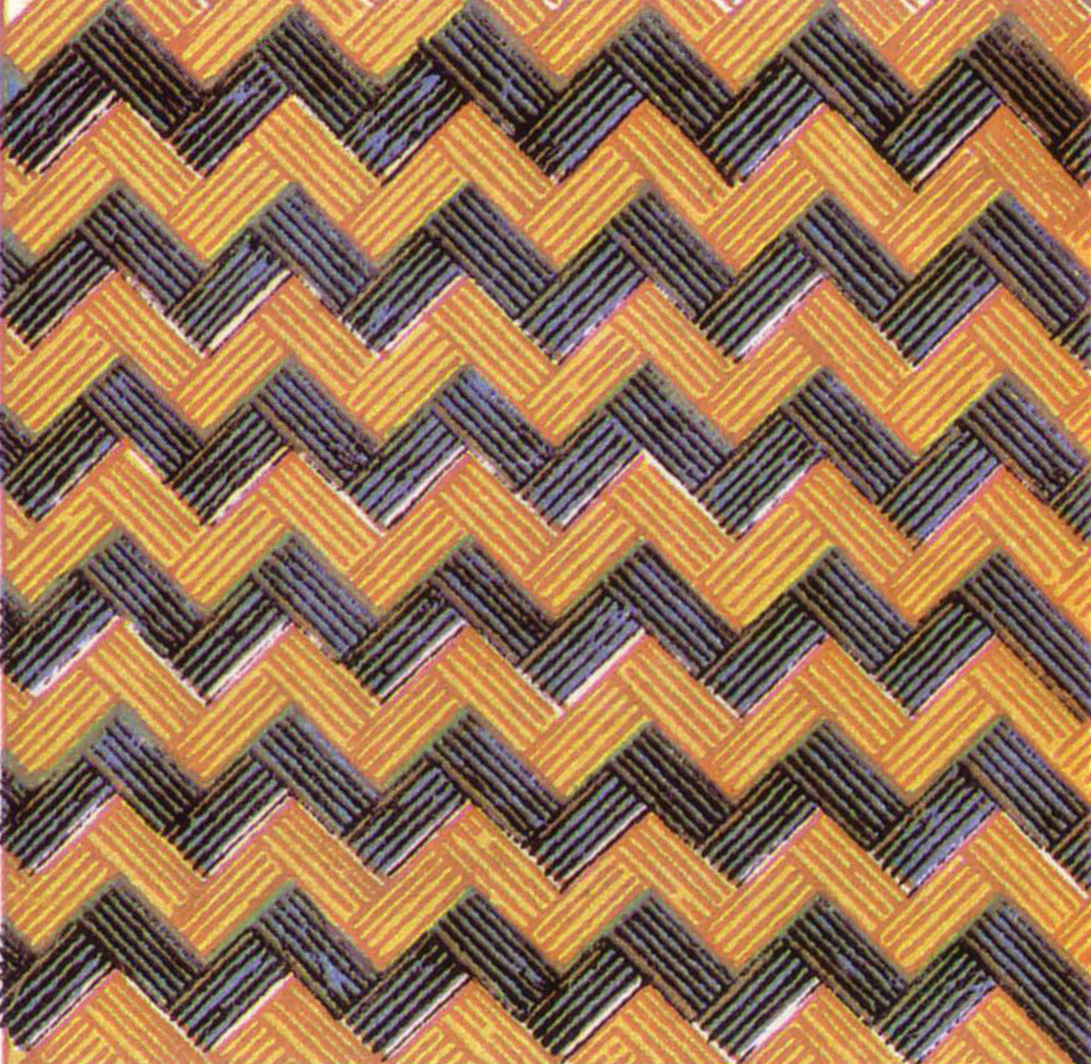
Tapis égyptien avec un motif en épi ou à chevron
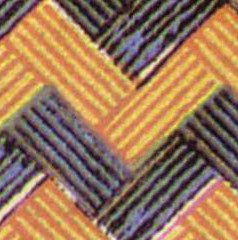
Tapis égyptien (détail)
Un des coloriages du pavage carré adouci

#### Groupecm
- Notation des orbifolds : *x

Exemple et diagramme pour cm

Structure de maille pour cm

- Groupe ponctuel de symétrie : m (notation de Hermann-Mauguin), D1 (notation de Schoenflies)
- Le groupe cm ne contient pas de rotation. Il a des réflexions d'axes parallèles entre eux. Il existe au moins une réflexion glissée dont l'axe n'est pas un axe de réflexion et est situé exactement entre deux axes de réflexion.

Ce groupe décrit la symétrie de lignes décalées d'objets identiques possédant un axe de symétrie perpendiculaire aux lignes (chaque ligne est déplacée par rapport à ses voisines dans le sens de la longueur d'une demi-translation de celle des objets composant la ligne).

Exemples pour le groupe cm
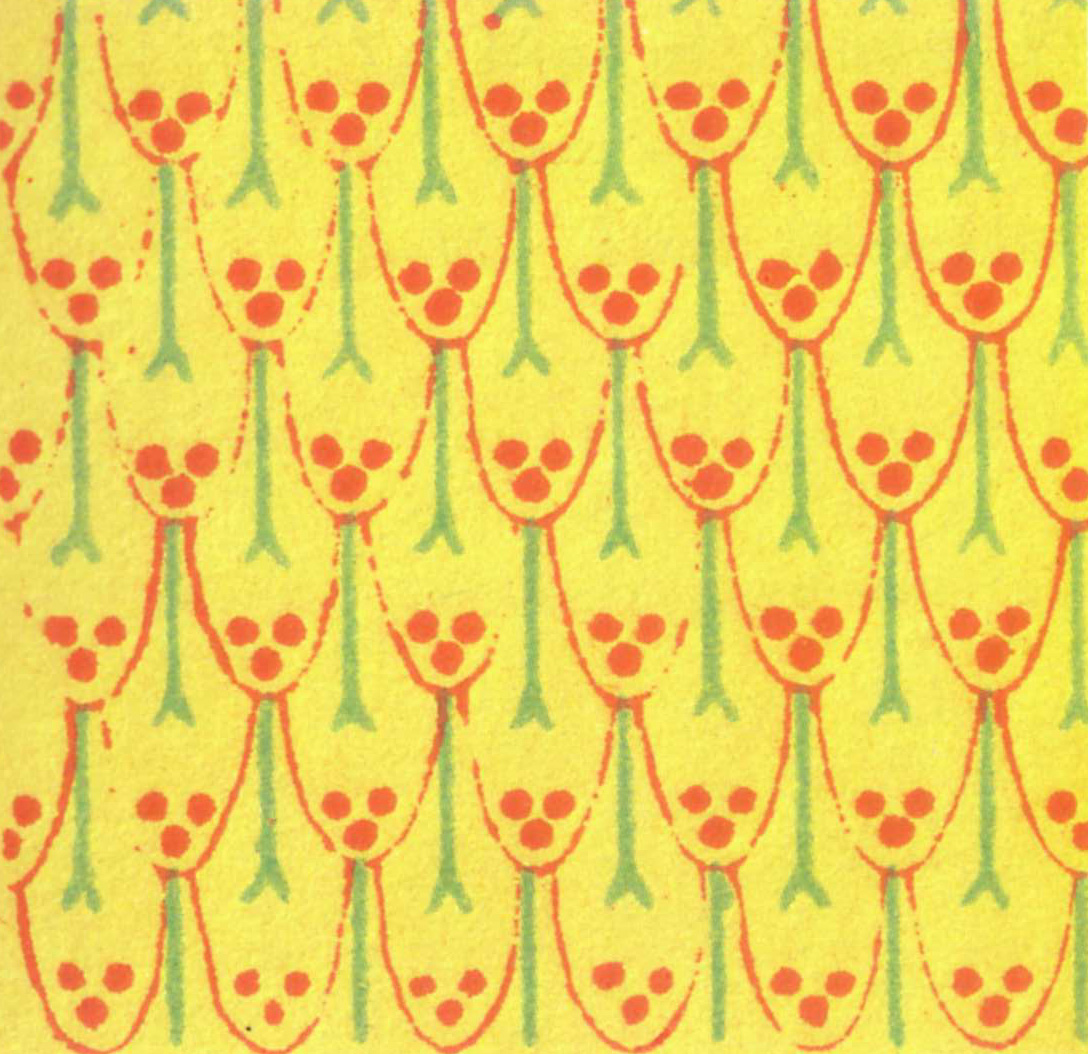
Robe d'Amon, d'Abou Simbel en Égypte
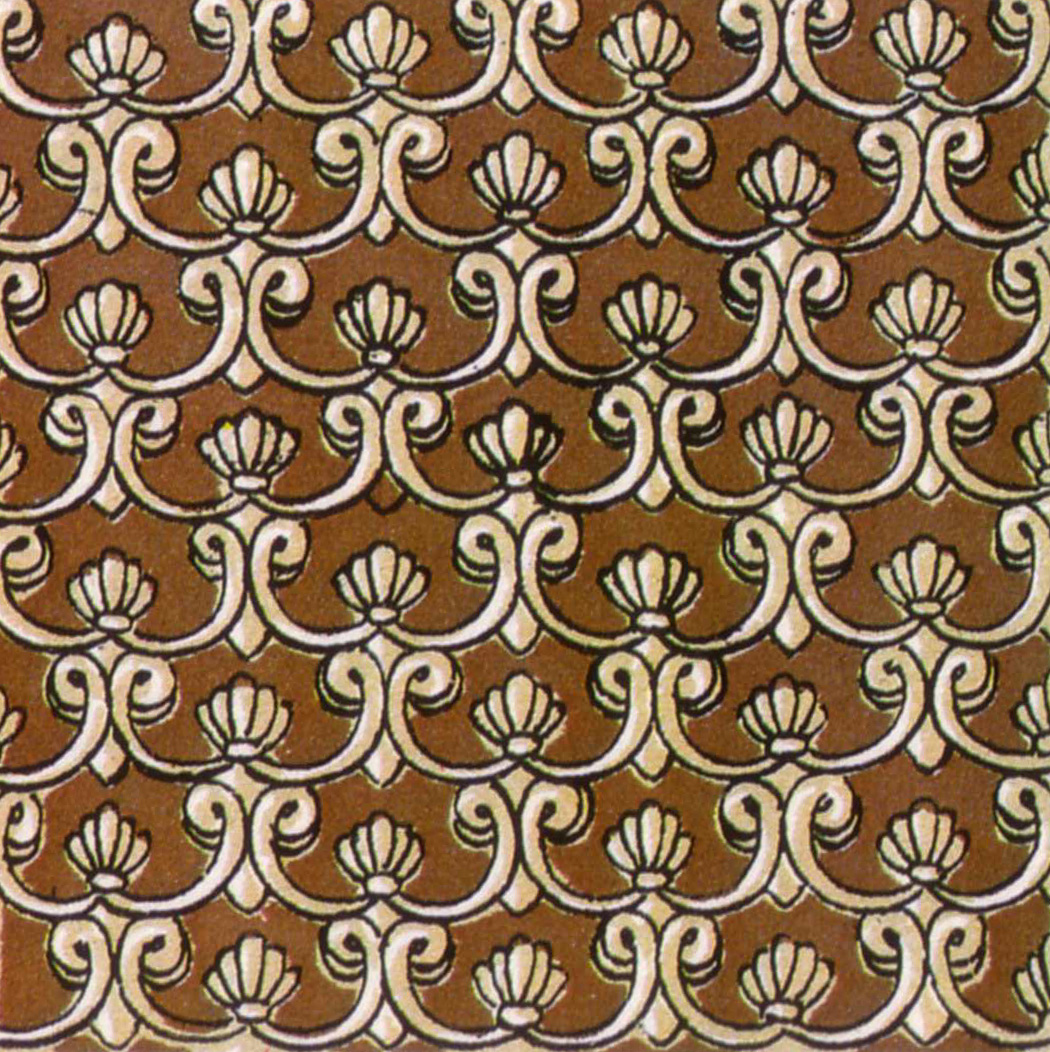
Bol en bronze de Kalkhu, Assyrie
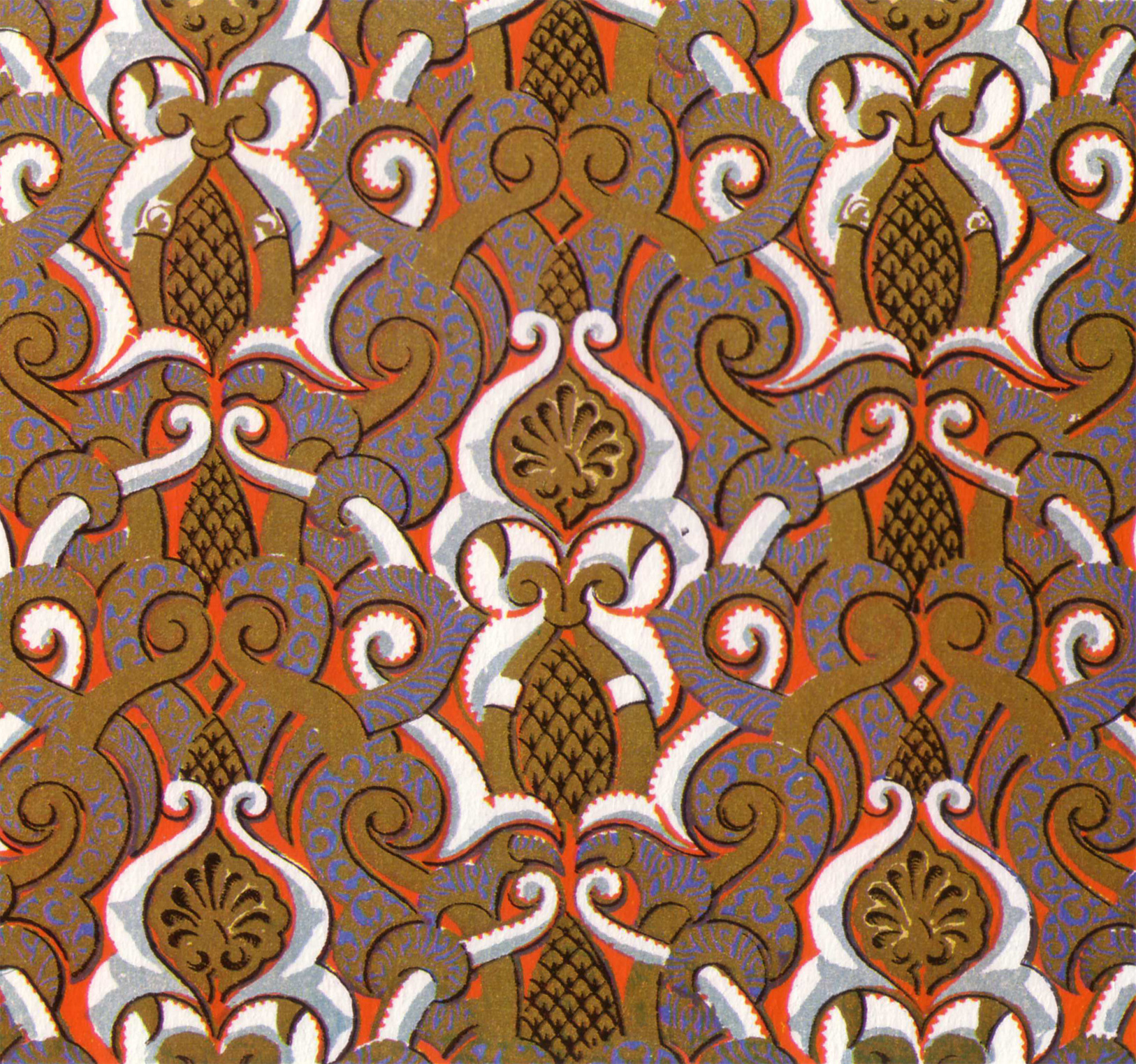
Soffite d'arc, Alhambra, Espagne
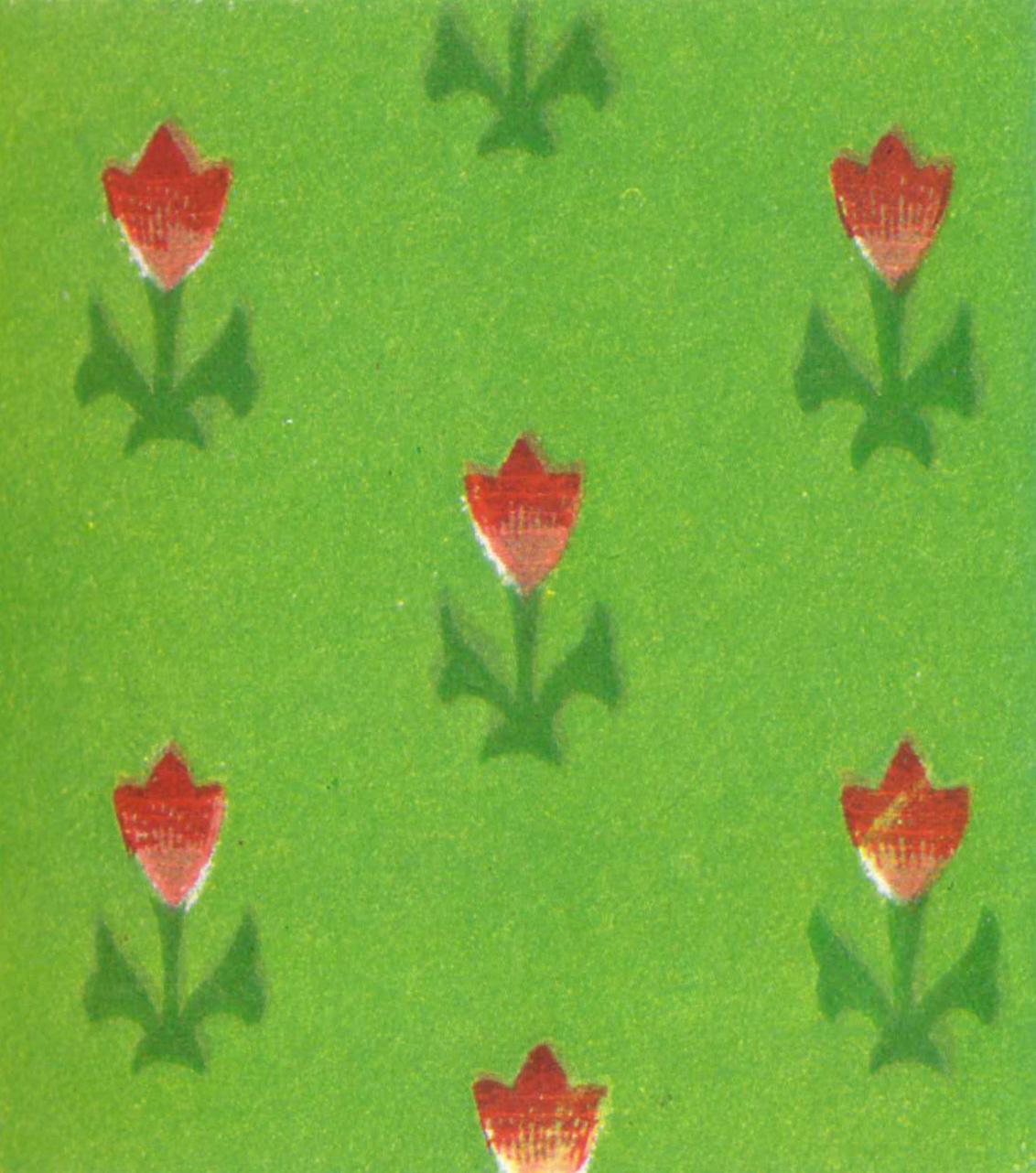
Tapisserie perse

#### Groupepmm
- Notation des orbifolds : *2222

Exemple et diagramme pour pmm

Structure de maille pour pmm

- Groupe ponctuel de symétrie : 2mm (notation de Hermann-Mauguin), mm (notation abrégée de Hermann-Mauguin), D2 (notation de Schoenflies)
- Le groupe pmm (p2mm en notation complète) possède des réflexions par rapport à des axes dans deux directions perpendiculaires, et des rotations d'ordre 2 (180°) autour de quatre centres, situés à l'intersection des axes miroirs.

Dans le troisième exemple ci-dessous, si on ne considère pas les couleurs, le groupe de papier peint est du type p4m.

Exemples pour le groupe pmm
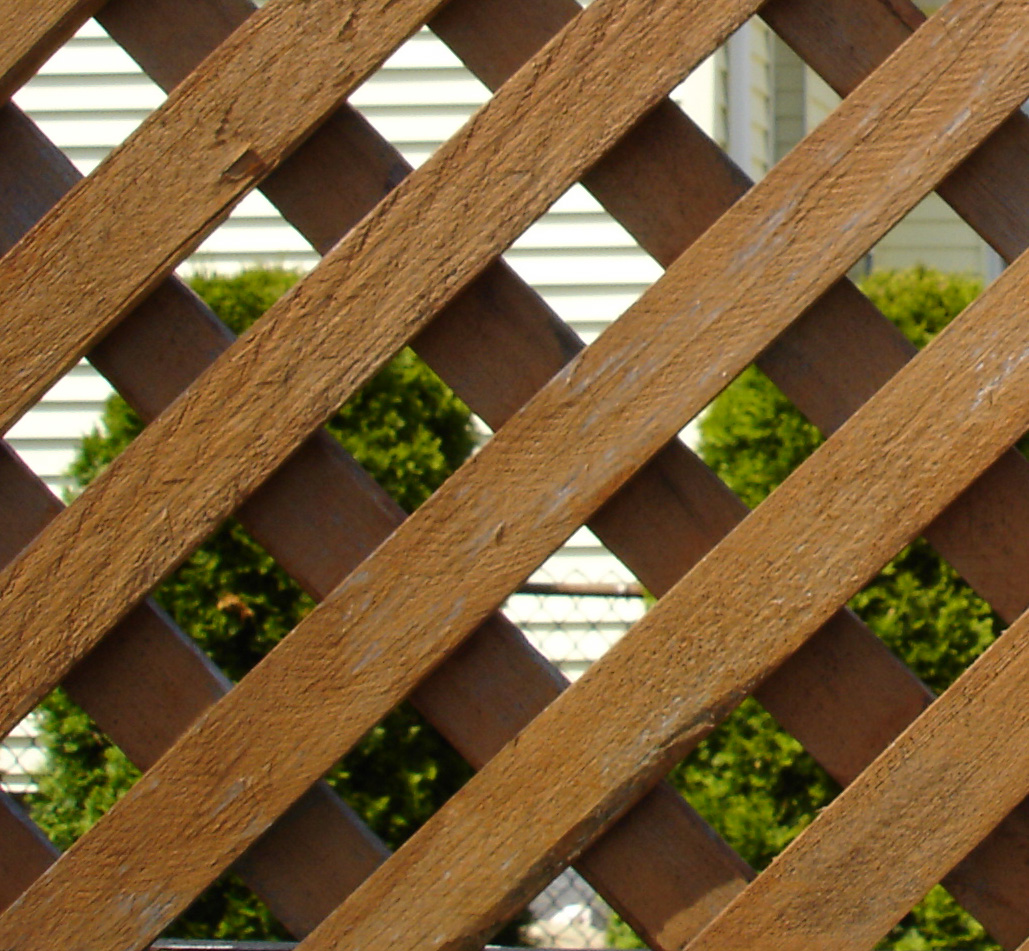
Clôture
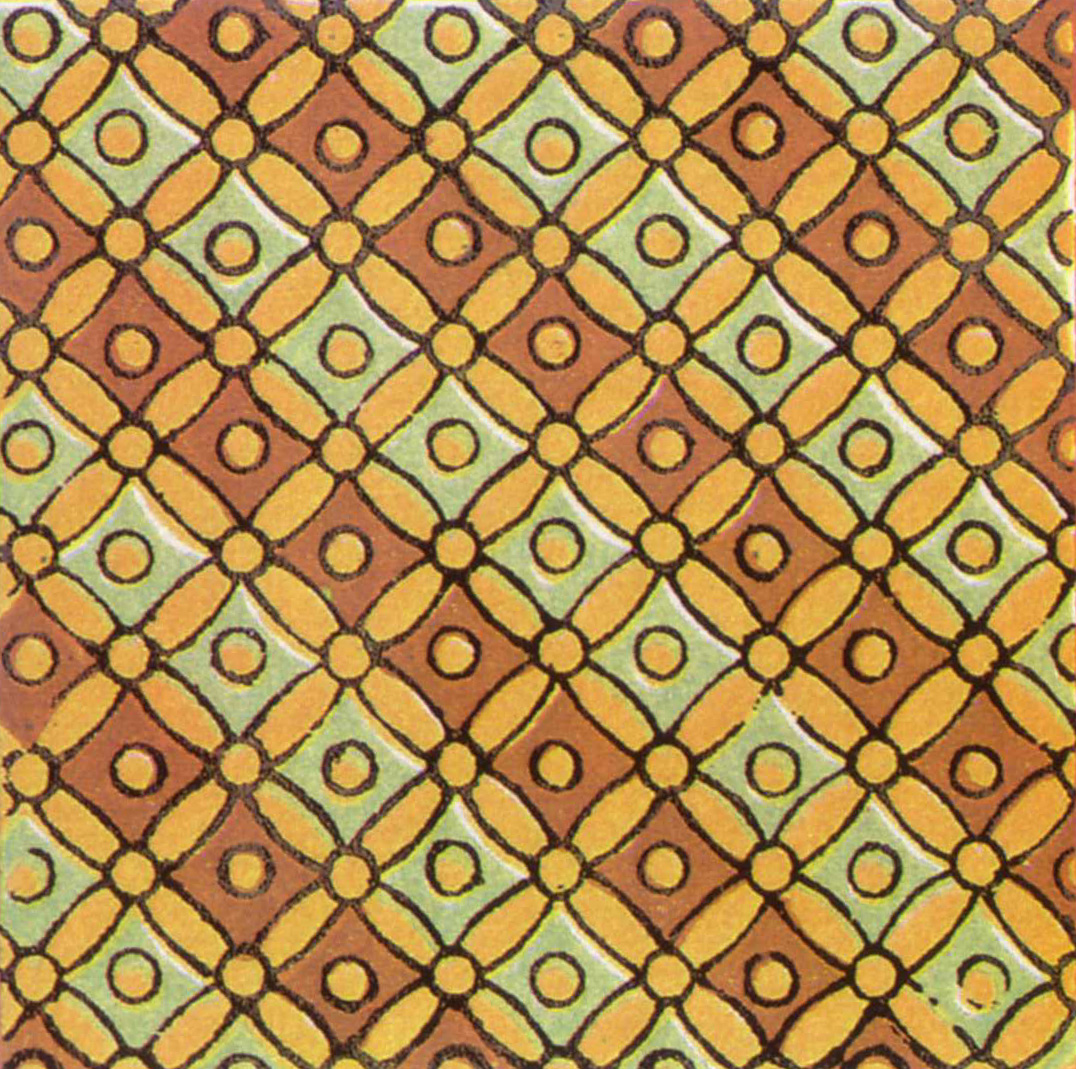
Sarcophage de momie, au Louvre
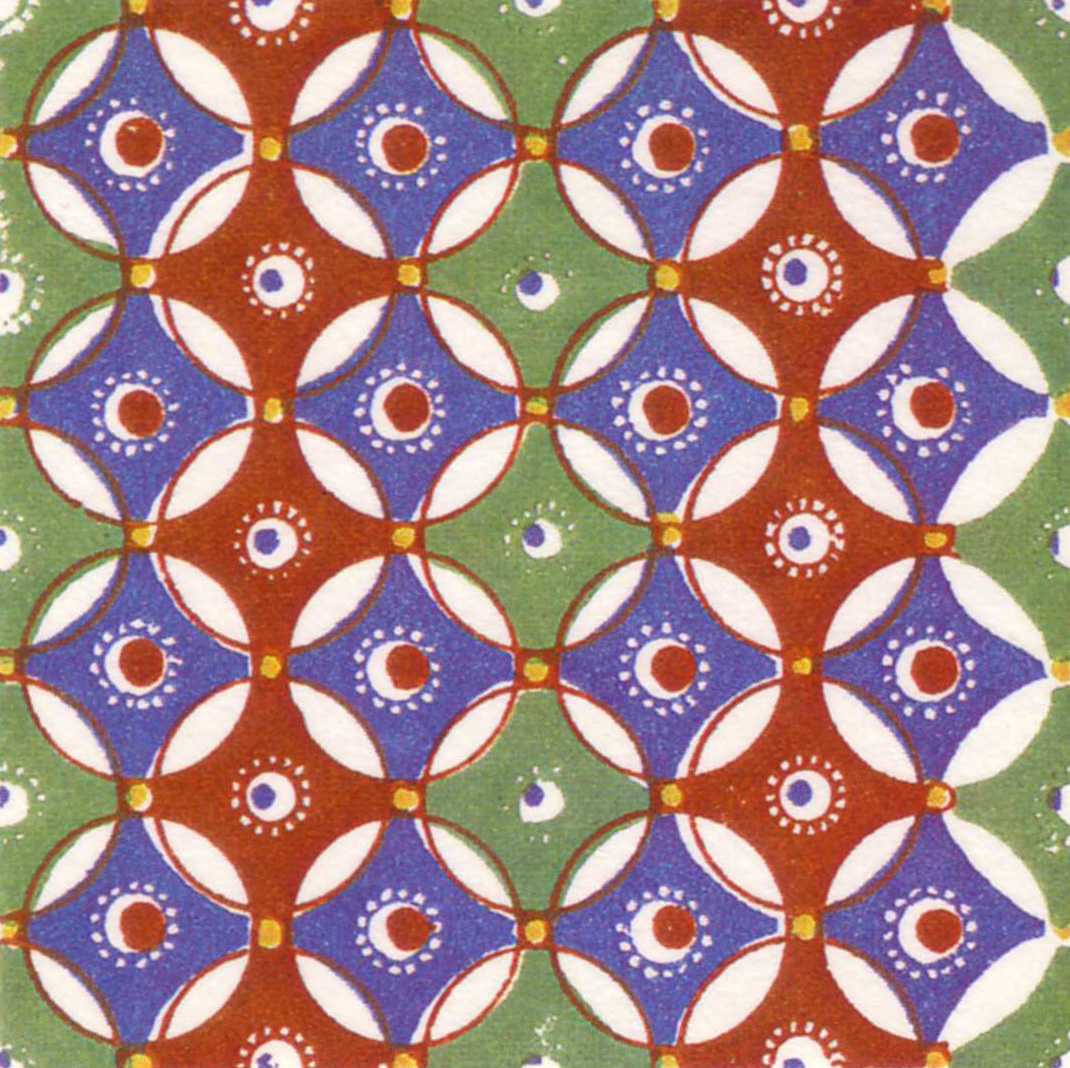
Sarcophage de momie, au Louvre

#### Groupepmg
- Notation des orbifolds : 22*

Exemple et diagramme pour pmg

Structure de maille pour pmg

- Groupe ponctuel de symétrie : 2mm (notation de Hermann-Mauguin), mm (notation abrégée de Hermann-Mauguin), D2 (notation de Schoenflies)
- Le groupe pmg (p2mg en notation complète) possède des rotations d'ordre 2 (180°) autour de deux centres non équivalents dans la maille et des réflexions par rapport à une seule direction. Il possède des réflexions glissées d'axes perpendiculaires aux axes de réflexion. Les centres de rotation sont tous situés sur les axes de réflexion glissée.

Exemples pour le groupe pmg
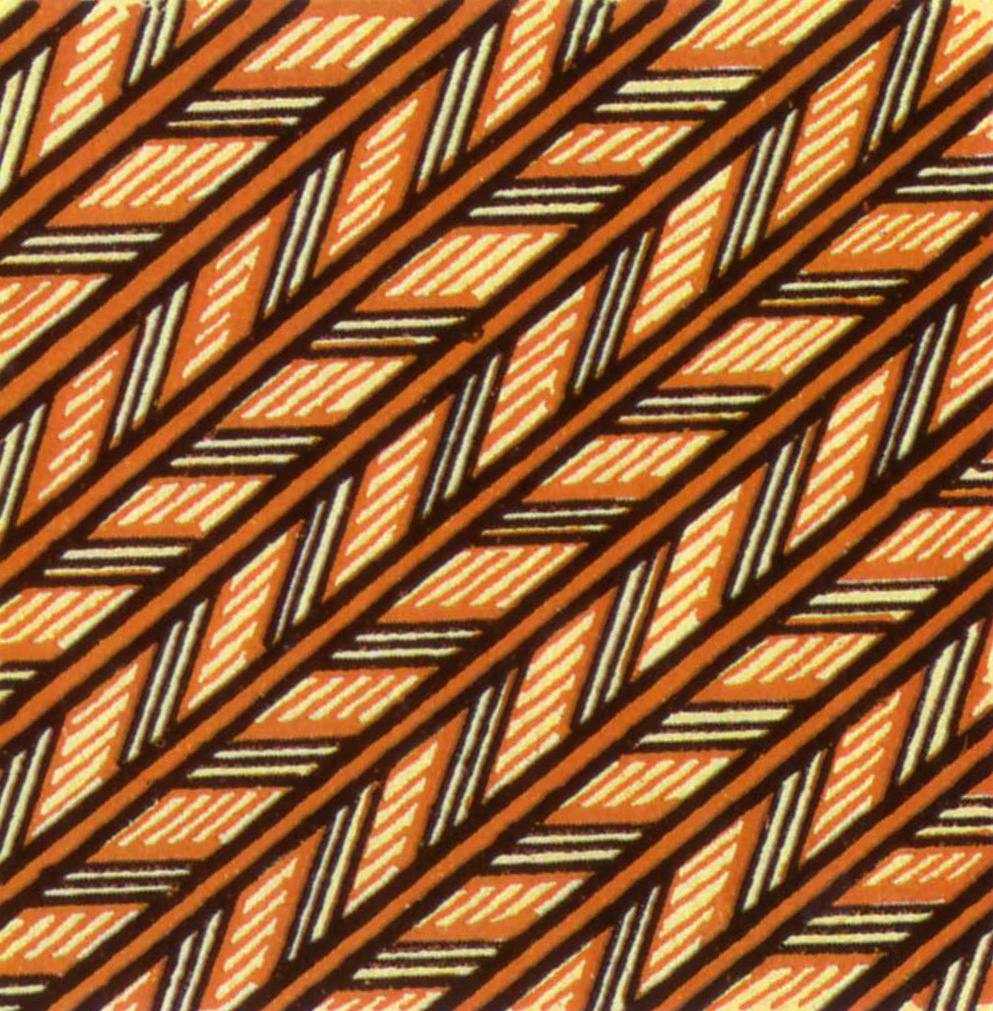
Tissu, îles Sandwich (Hawaï)
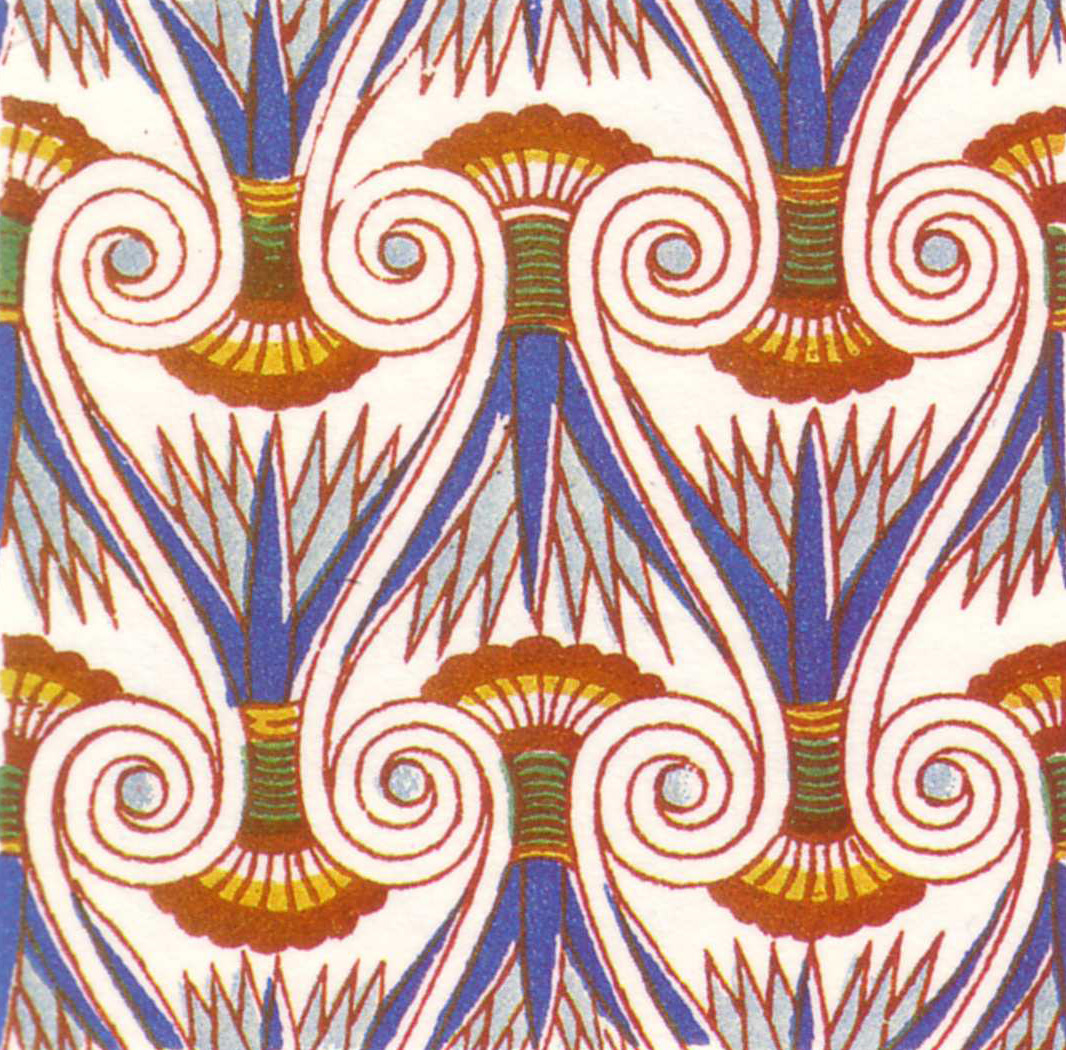
Plafond d'une tombe égyptienne
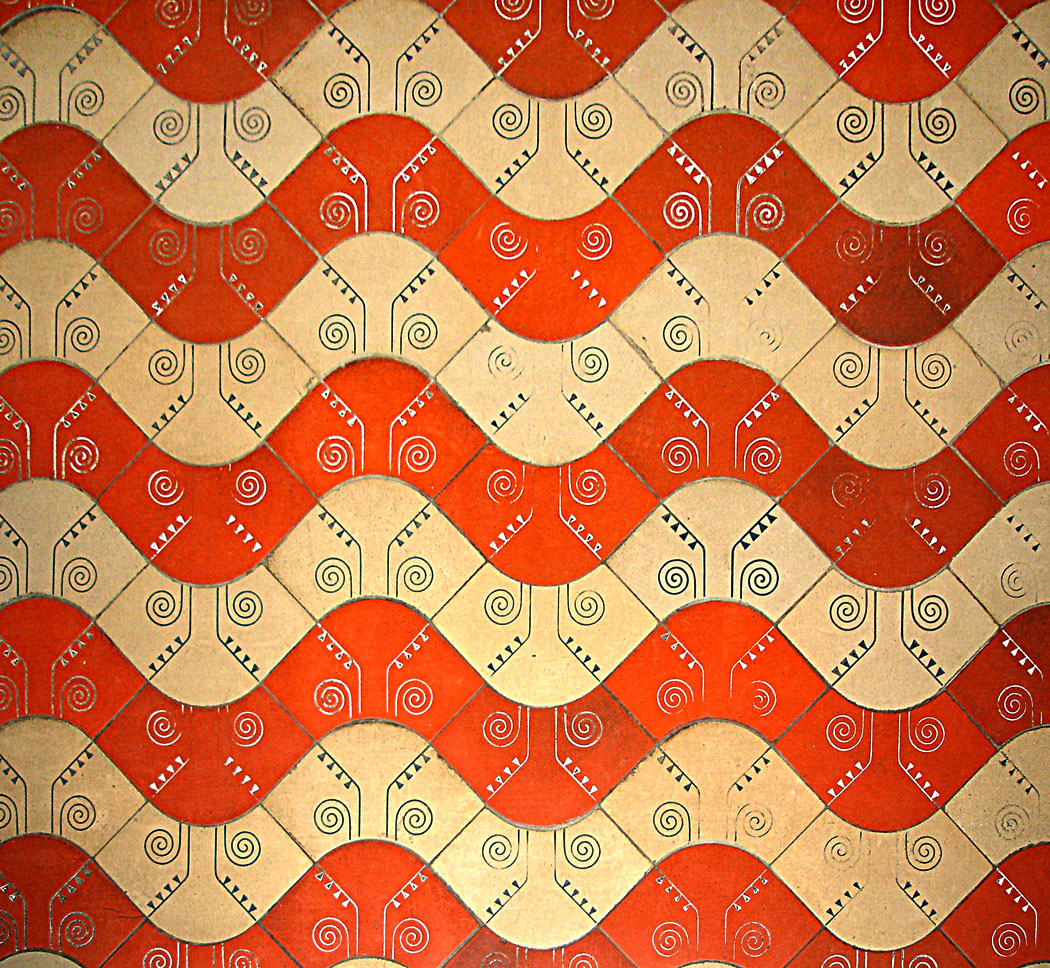
Carrelage à Prague (République tchèque)
Empilement de pentagones

#### Groupepgg
- Notation des orbifolds : 22x

Exemple et diagramme pour pgg

Structure de maille pour pgg

- Groupe ponctuel de symétrie : 2mm (notation de Hermann-Mauguin), mm (notation abrégée de Hermann-Mauguin), D2 (notation de Schoenflies)
- Le groupe pgg (p2gg en notation complète) contient deux rotations d'ordre 2 (180°) et des réflexions glissées dans deux directions perpendiculaires. Les centres de rotation ne sont pas situés sur les axes de réflexion glissée mais aux centres des rectangles formés par ceux-ci. Il n'y a pas de réflexion.

Exemples pour le groupe pgg
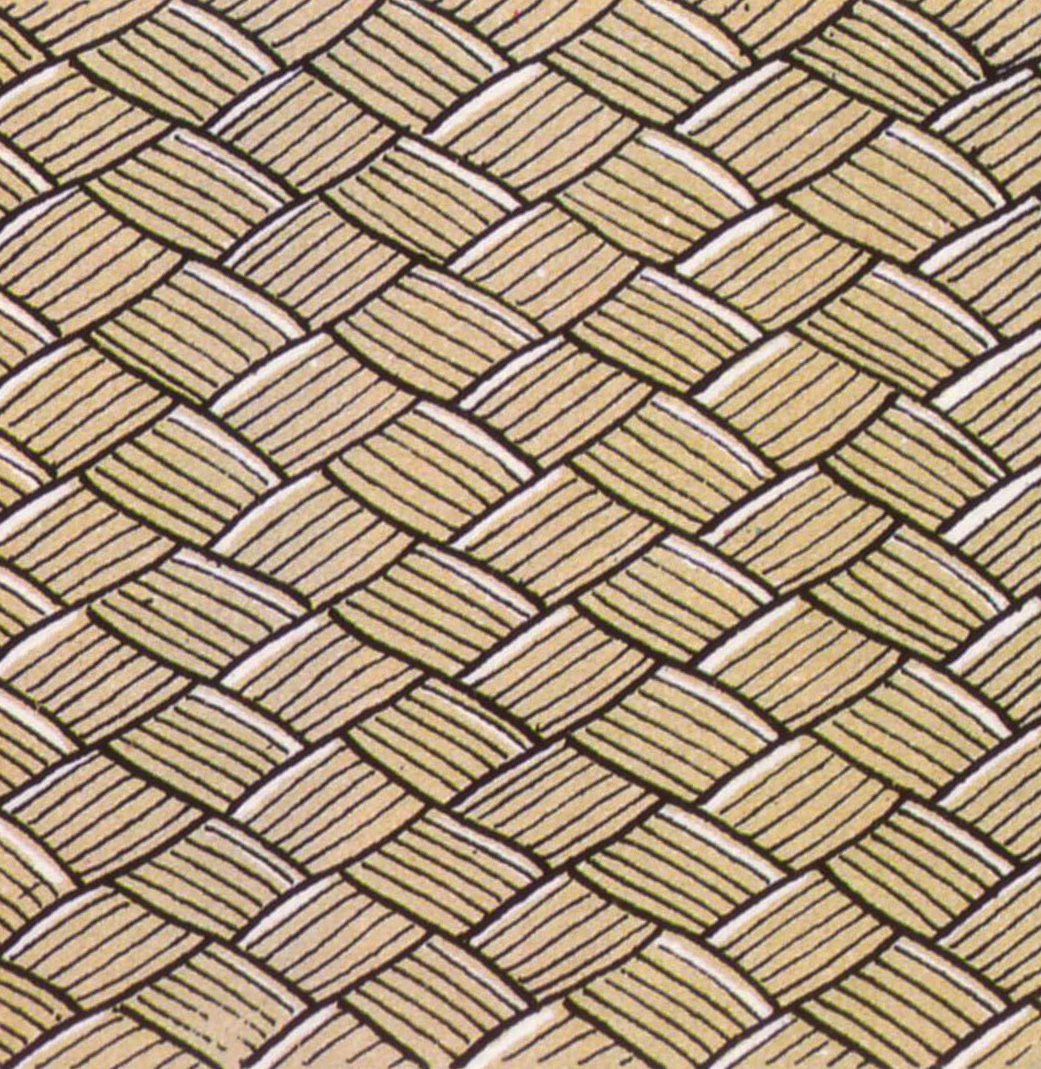
Bol en bronze en provenance de Kalkhu, Assyrie
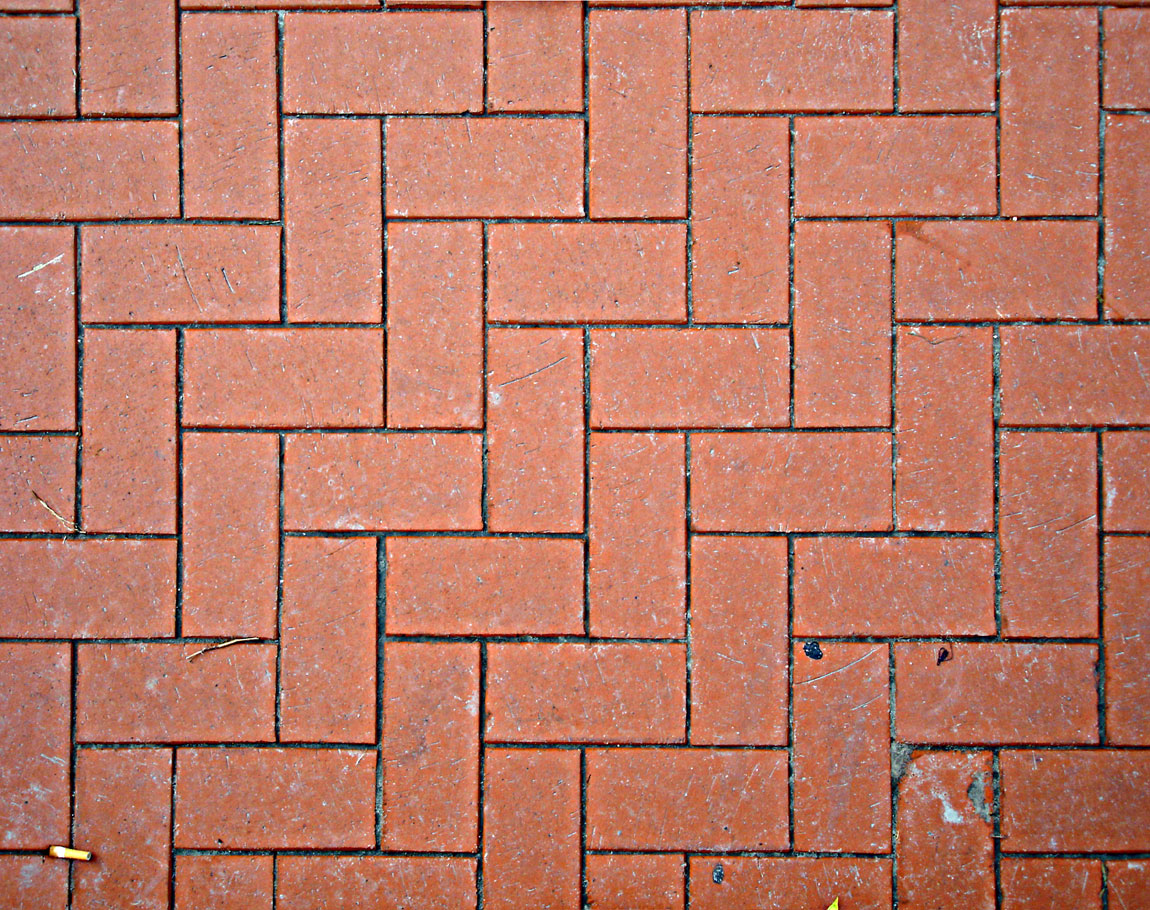
Chaussée à Budapest, Hongrie. Les axes de réflexion glissée sont diagonaux.

#### Groupecmm
- Notation des orbifolds : 2*22

Exemple et diagramme pour cmm

Structure de maille pour cmm

- Groupe ponctuel de symétrie : 2mm (notation de Hermann-Mauguin), mm (notation abrégée de Hermann-Mauguin), D2 (notation de Schoenflies)
- Le groupe cmm (c2mm en notation complète) contient des réflexions d'axes selon deux directions perpendiculaires et une rotation d'ordre 2 (180°) dont le centre n'est pas sur un axe de réflexion. Il possède également deux rotations d'ordre 2 dont les centres sont à l'intersection de deux axes de réflexion : l'application successive de deux réflexions d'axes perpendiculaires est identique à l'application d'une rotation d'ordre 2 autour du point d'intersection des deux axes de réflexion.

Ce groupe est fréquemment rencontré dans la vie quotidienne, car il correspond à l'arrangement de briques le plus souvent utilisé en construction (voir le deuxième exemple ci-dessous).

Exemples pour le groupe cmm
Un des 8 pavages semi-réguliers
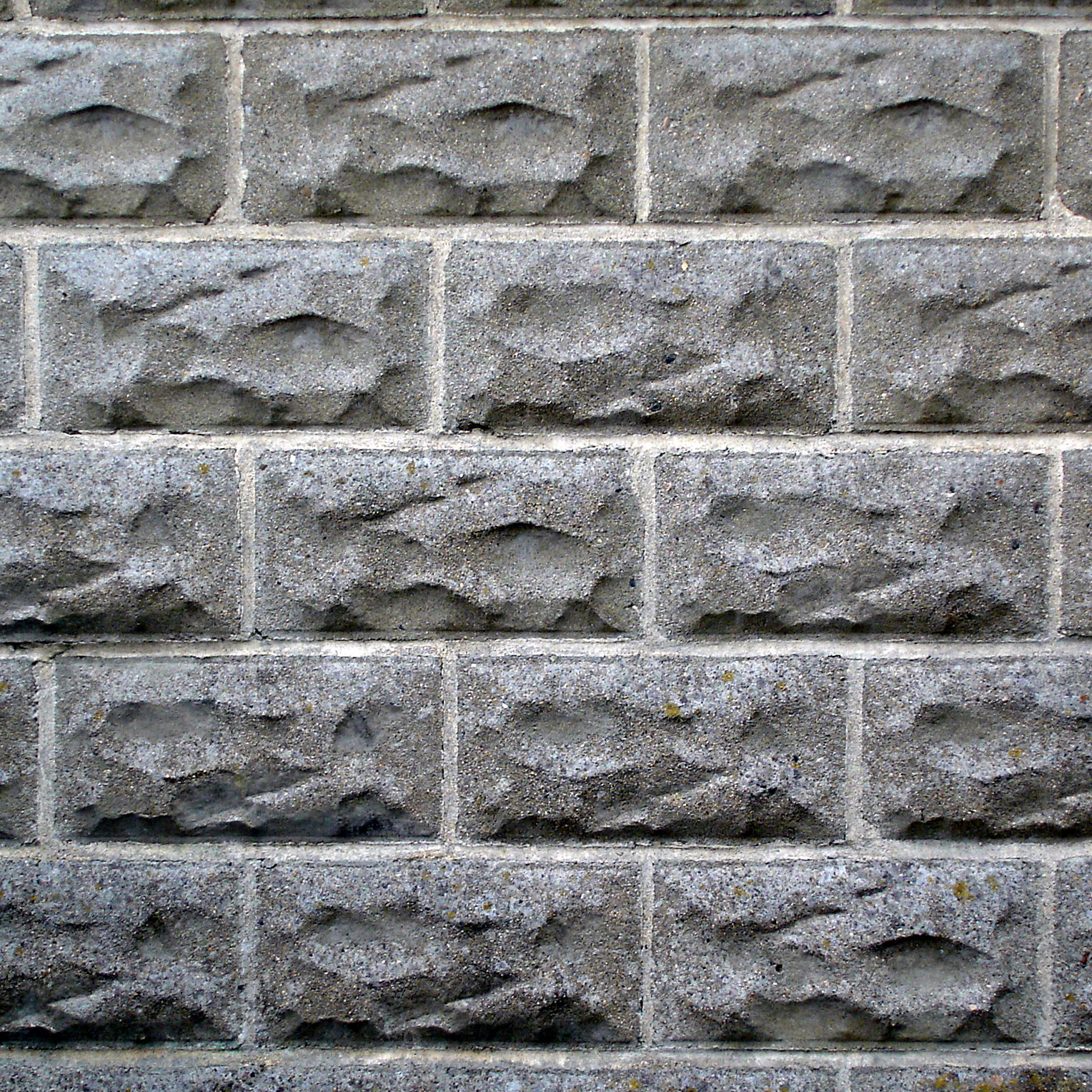
Mur de briques, États-Unis
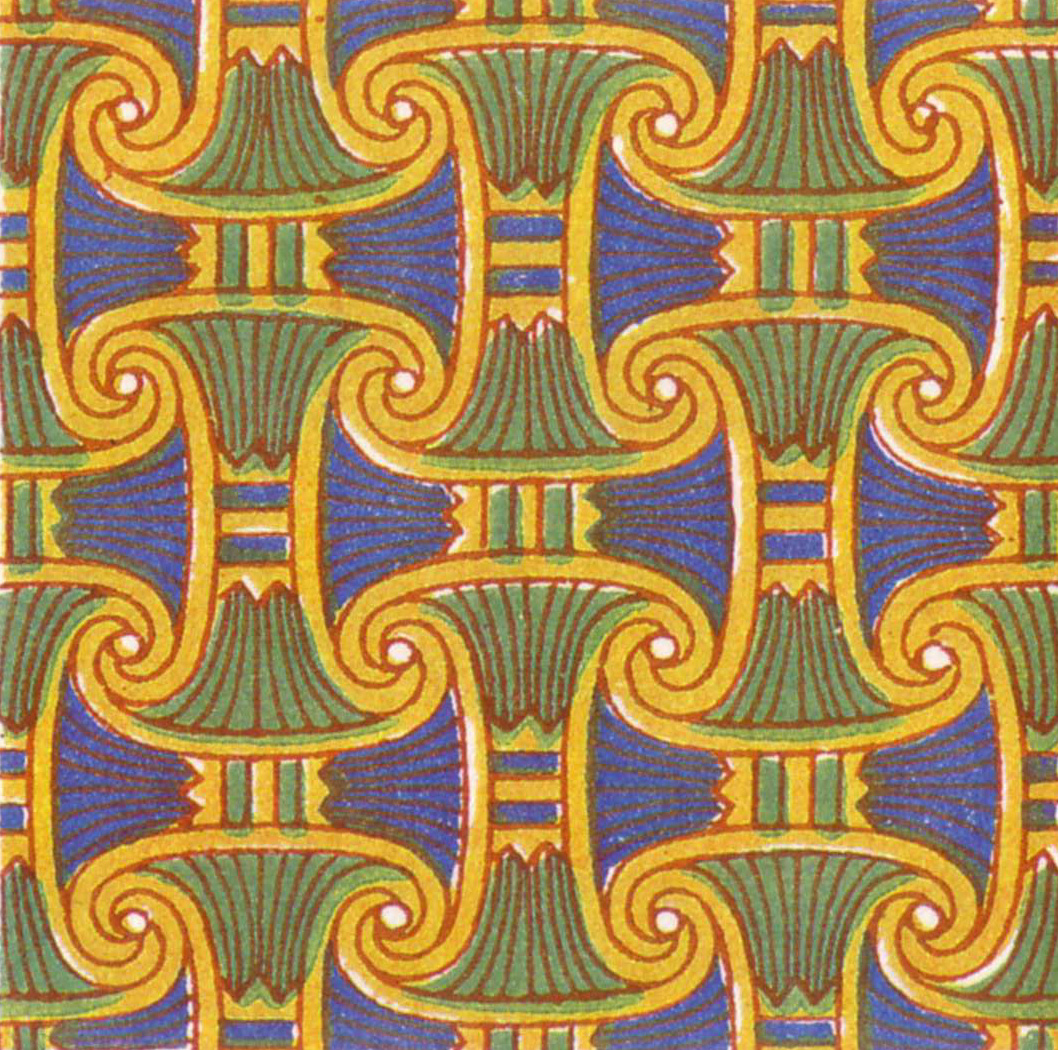
Plafond d'une tombe égyptienne
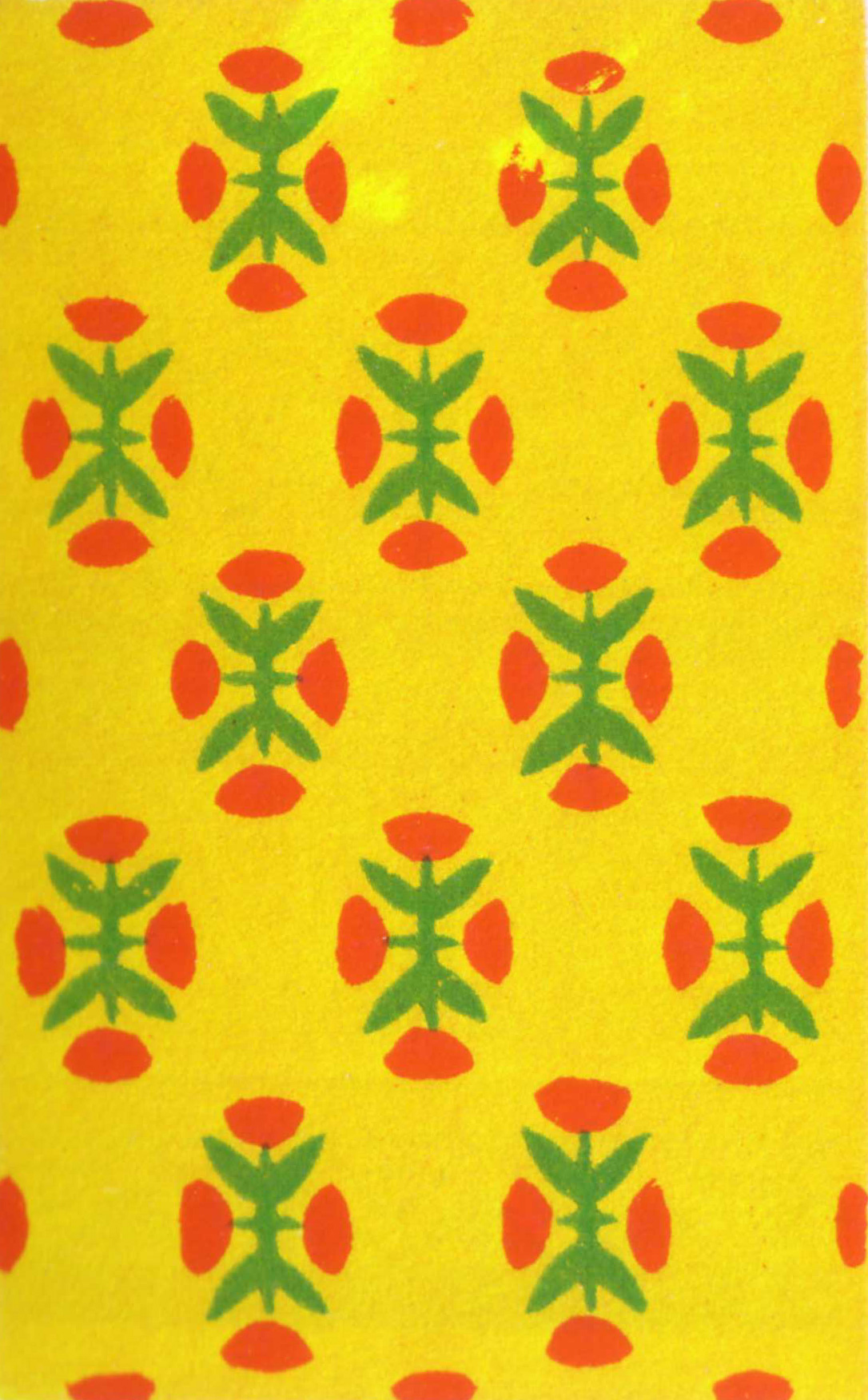
Tapisserie perse

Dans le premier exemple, le groupe de papier peint n'est cmm que si l'on ignore la couleur ; sinon, il s'agit du groupe pg. Dans le troisième exemple, en ignorant la couleur, on obtient le groupe p4g.

Autres exemples : empilements compacts de cercles de tailles différentes

### Famille cristalline quadratique
Dans la famille cristalline quadratique, le système réticulaire est également quadratique. Les deux vecteurs de translation définissant la maille élémentaire sont de même longueur et forment un angle de 90° entre eux.

#### Groupep4
- Notation des orbifolds : 442

Exemple et diagramme pour p4

Structure de maille pour p4

- Groupe ponctuel de symétrie : 4 (notation de Hermann-Mauguin), C4 (notation de Schoenflies)
- Le groupe p4 possède deux rotations d'ordre 4 (90°) de centres différents et une rotation d'ordre 2 (180°). Il ne possède ni réflexion, ni réflexion glissée.

Un examen attentif du premier exemple ci-dessous montre que malgré les apparences, le motif ne contient pas d'axe de réflexion.

Exemples pour le groupe p4
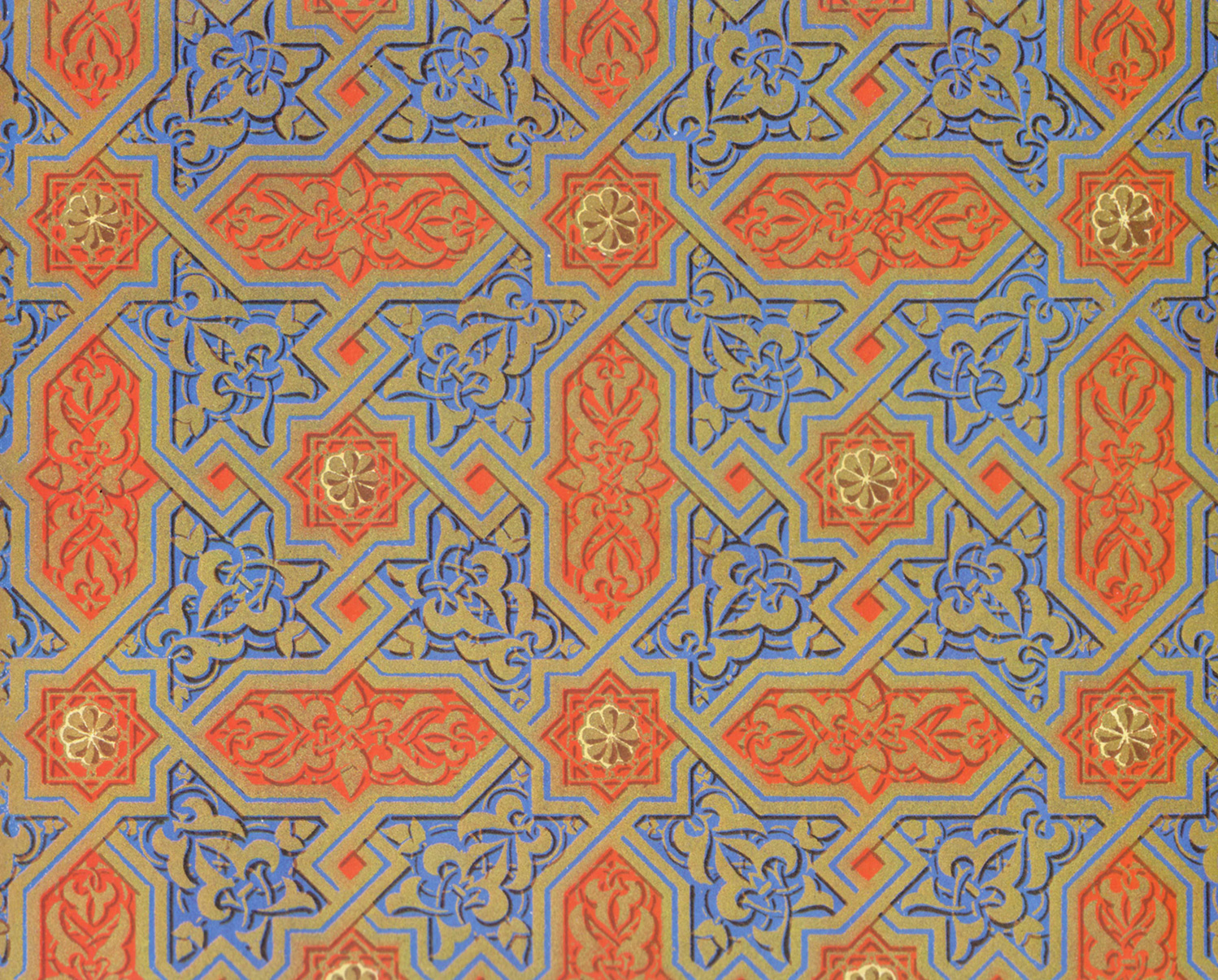
Frise, Alhambra, Espagne
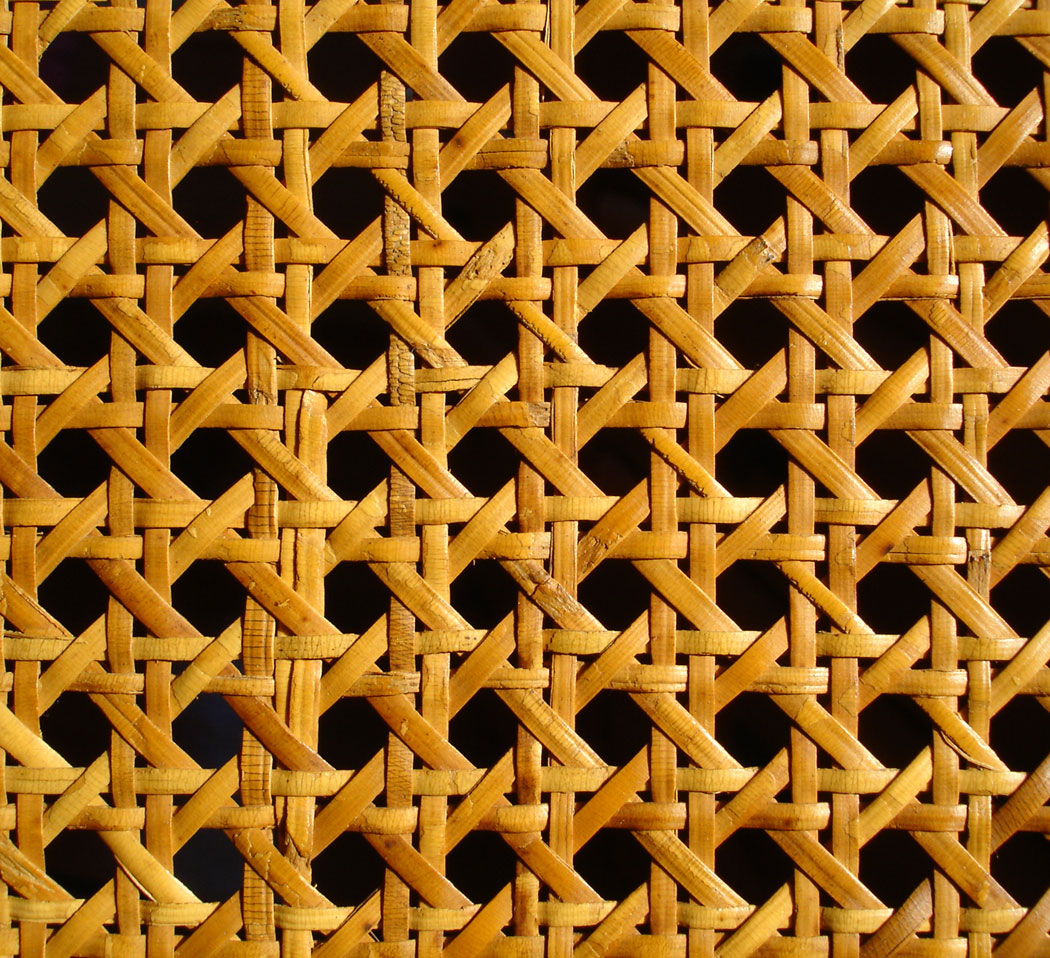
Cannage
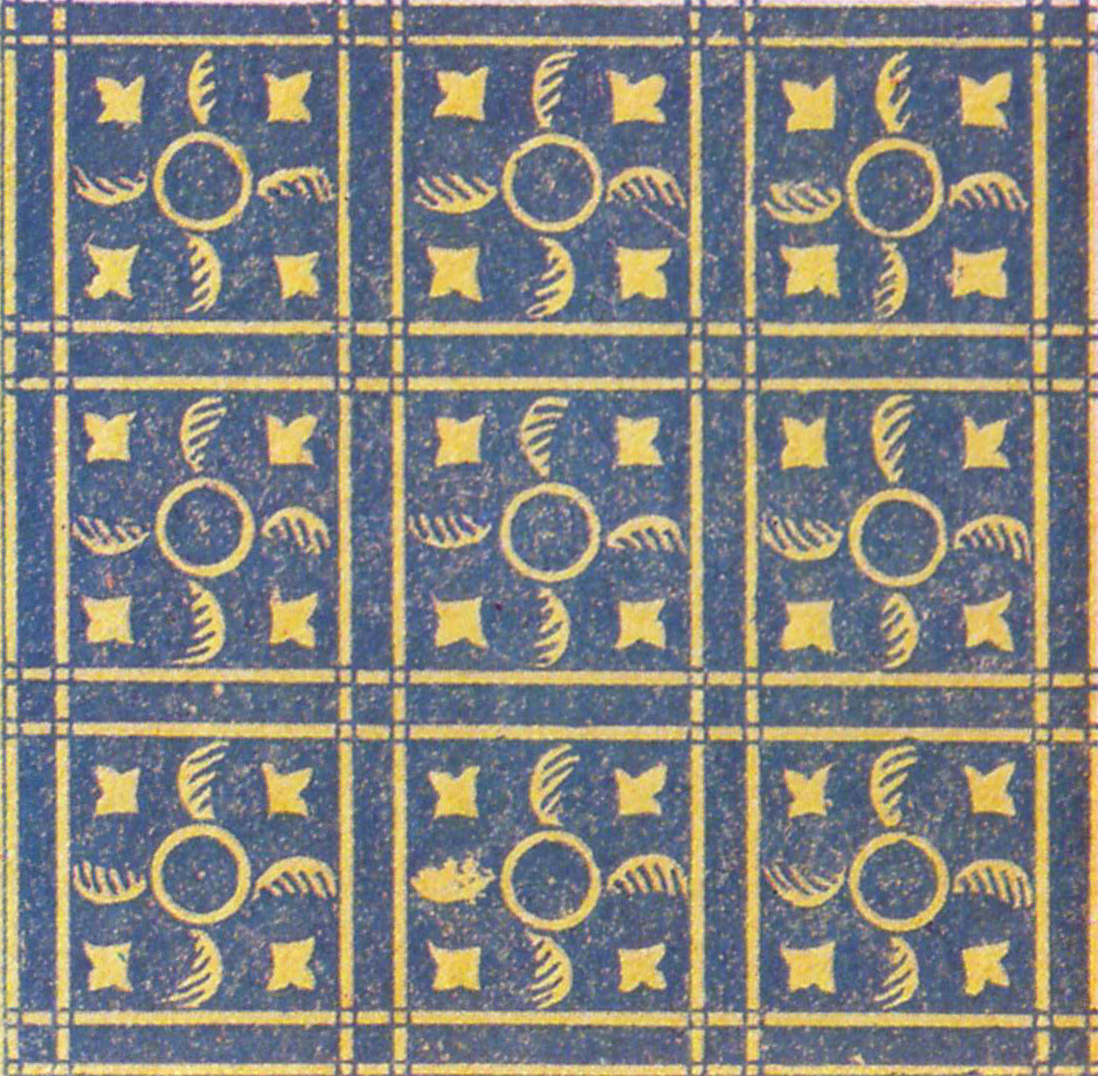
Faïence, Renaissance
Pavage de Pythagore

#### Groupep4m
- Notation des orbifolds : *442

Exemple et diagramme pour p4m

Structure de maille pour p4m

- Groupe ponctuel de symétrie : 4mm (notation de Hermann-Mauguin), 4m (notation abrégée de Hermann-Mauguin), D4 (notation de Schoenflies)
- Le groupe p4m (p4mm en notation complète) possède des rotations d'ordre 4 (90°) autour de deux centres de rotation et des réflexions par rapport à quatre directions distinctes (horizontale, verticale et diagonales). Il possède en outre des réflexions glissées dont les axes ne sont pas des axes de réflexion et des rotations d'ordre 2 (180°) autour des points d'intersection des axes de réflexion glissée. Tous les centres de rotation sont situés sur des axes de réflexion.

Exemples pour le groupe p4m
Pavage carré tronqué
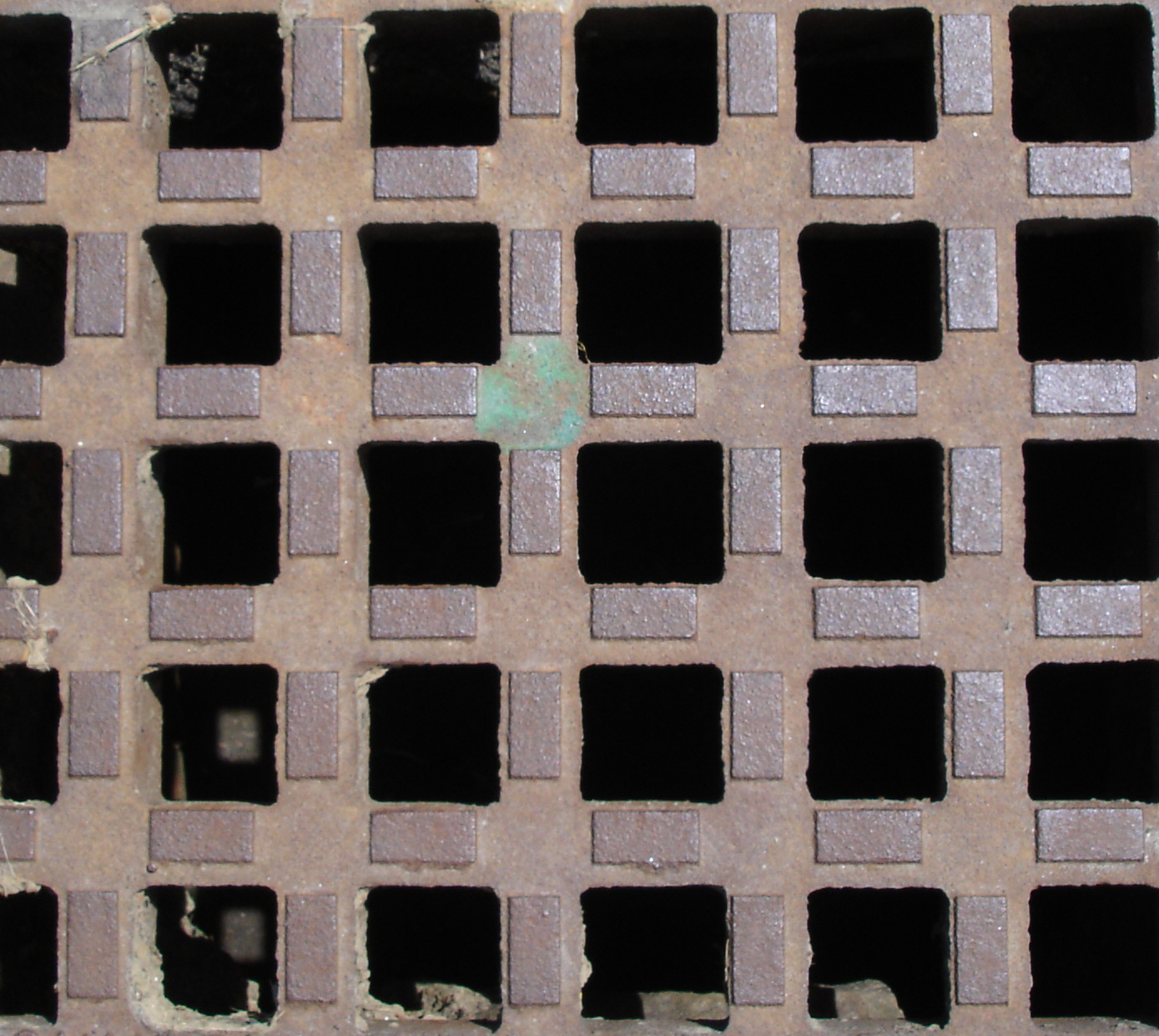
Plaque d'égout, États-Unis
Empilement de cercles de tailles différentes
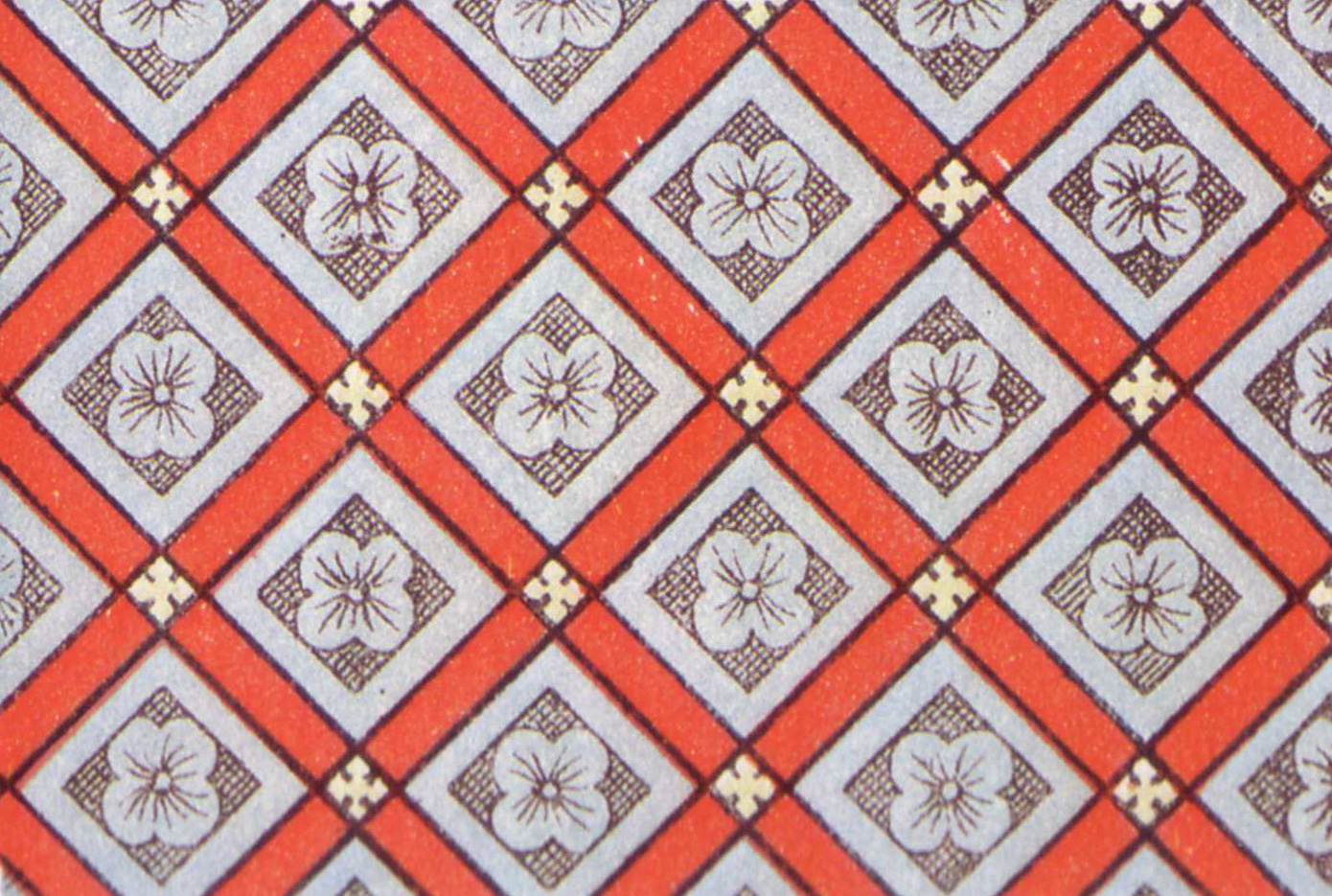
Motif de la cathédrale Saint-Étienne de Bourges

#### Groupep4g
- Notation des orbifolds : 4*2

Exemple et diagramme pour p4g

Structure de maille pour p4g

- Groupe ponctuel de symétrie : 4mm (notation de Hermann-Mauguin), 4m (notation abrégée de Hermann-Mauguin), D4 (notation de Schoenflies)
- Le groupe p4g (p4gm en notation complète) possède des rotations d'ordre 4 (90°) autour de deux centres de rotation, reliés entre eux par une opération de réflexion, et des réflexions par rapport à deux axes perpendiculaires entre eux. Il existe des rotations d'ordre 2 (180°) dont les centres sont situés à l'intersection des axes de réflexion. Le groupe possède des réflexions glissées d'axes parallèles aux axes de réflexion et situés exactement entre deux axes de réflexion, ainsi que des réflexions glissées d'axes diagonaux, faisant un angle de 45° avec les premiers.

Exemples pour le groupe p4g
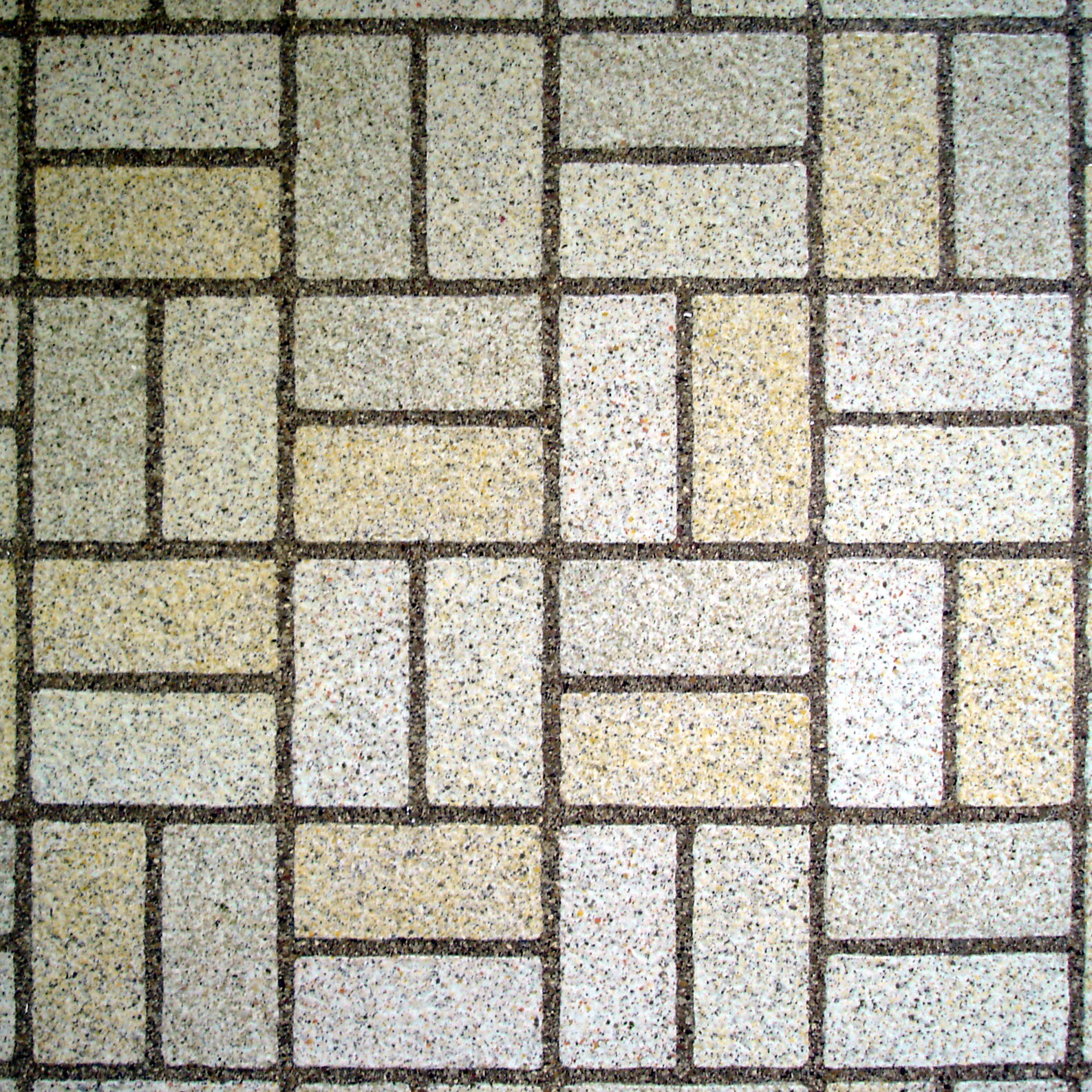
Linoleum de salle de bains, États-Unis
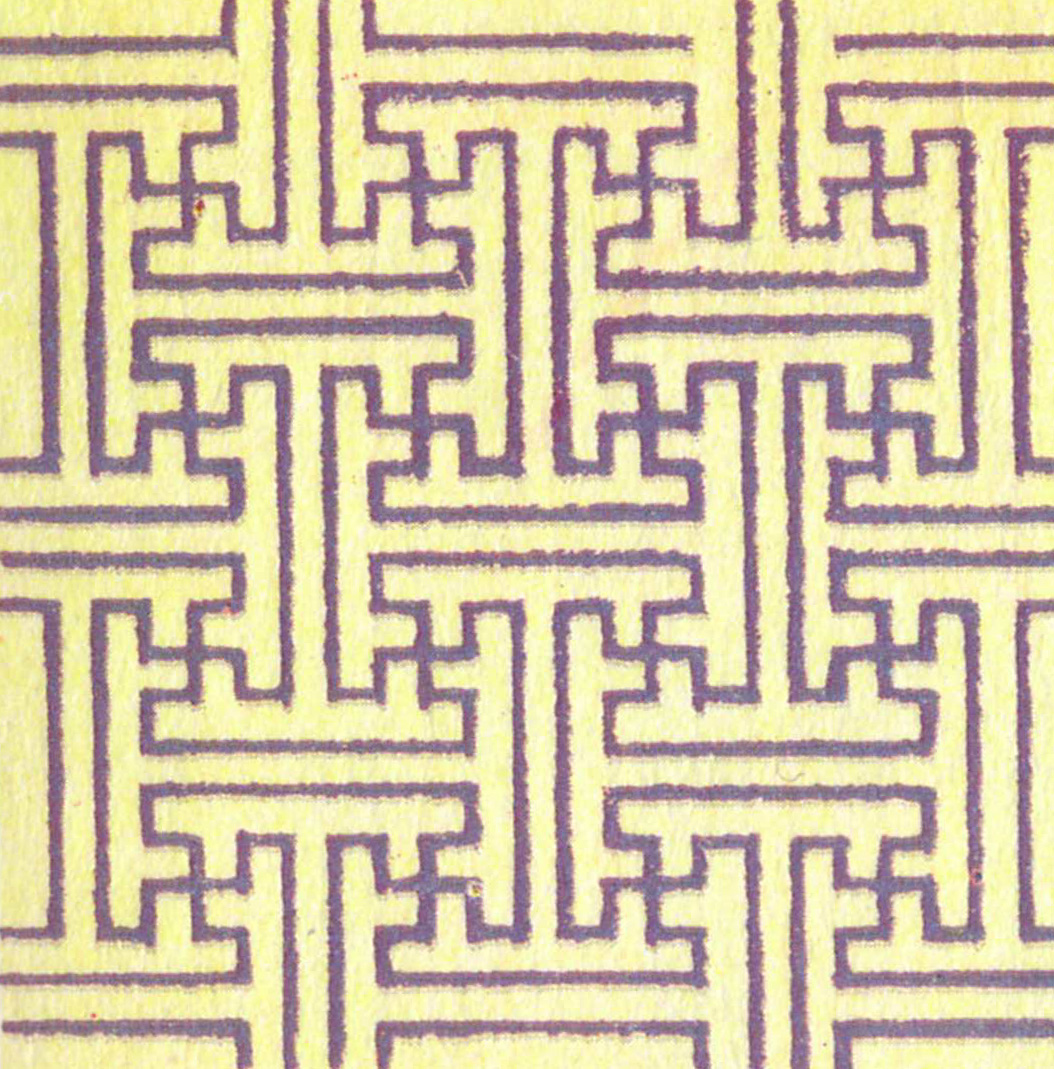
Porcelaine painte, Chine
Un coloriage du pavage carré adouci

### Famille cristalline hexagonale

#### Groupep3
- Notation des orbifolds : 333

Exemple et diagramme pour p3

Structure de maille pour p3

- Famille cristalline et système réticulaire : hexagonal
- Groupe ponctuel de symétrie : 3 (notation de Hermann-Mauguin), C3 (notation de Schoenflies)
- Le groupe p3 possède des rotations d'ordre 3 (120°) autour de trois centres différents, mais ne possède ni réflexion, ni réflexion glissée.

Considérons un pavage du plan par des triangles équilatéraux, dont les côtés correspondent aux plus petites translations du motif. Une moitié des triangles possède une certaine orientation, tandis que l'autre moitié est orientée dans l'autre sens. Le groupe de papier peint p3 correspond au cas où tous les triangles d'une même orientation sont identiques, mais différents des triangles possédant l'autre orientation ; bien qu'ayant tous une symétrie de rotation d'ordre 3, les deux types de triangles ne sont pas équivalents par réflexion et les triangles eux-mêmes ne sont pas symétriques. Pour un motif du groupe p3 donné, trois pavages sont possibles, chacun possédant des nœuds de réseau sur des centres de rotation différents. En d'autres termes, pour chaque pavage, il existe trois choix d'origine alternatifs. Dans le diagramme pour p3 donné ci-dessus à droite, les nœuds de réseau peuvent être choisis sur les triangles rouges, bleus ou verts. Si tous les triangles du motif sont identiques, le groupe obtenu est p6, si les triangles sont équivalents par réflexion, le groupe est p31m, et si les triangles eux-mêmes possèdent un axe de réflexion, le groupe est p3m1 ; si au moins deux des conditions précédentes sont satisfaites, la troisième s'ensuit, et le groupe est alors p6m.
Il est aussi possible de considérer un pavage du plan par des hexagones réguliers, dont les côtés correspondent à la longueur de la plus petite translation du motif divisée par √3. Le groupe p3 correspond alors au cas où tous les hexagones sont identiques, de même orientation et possèdent une symétrie de rotation d'ordre 3, sans symétrie de réflexion. Pour un tel motif, il existe trois pavages alternatifs, chaque choix de nœud de réseau correspondant à un tiers des centres des hexagones. Si les hexagones possèdent une symétrie de rotation d'ordre 6, le groupe obtenu est p6, s'ils sont symétriques par réflexion par rapport à leurs diagonales principales, le groupe est p31m, s'ils sont symétriques par rapport à des lignes perpendiculaires à leurs côtés, le groupe est p3m1 ; si au moins deux des conditions précédentes sont satisfaites, la troisième s'ensuit, et le groupe est alors p6m.

Exemples pour le groupe p3
Coloriage du pavage hexagonal adouci
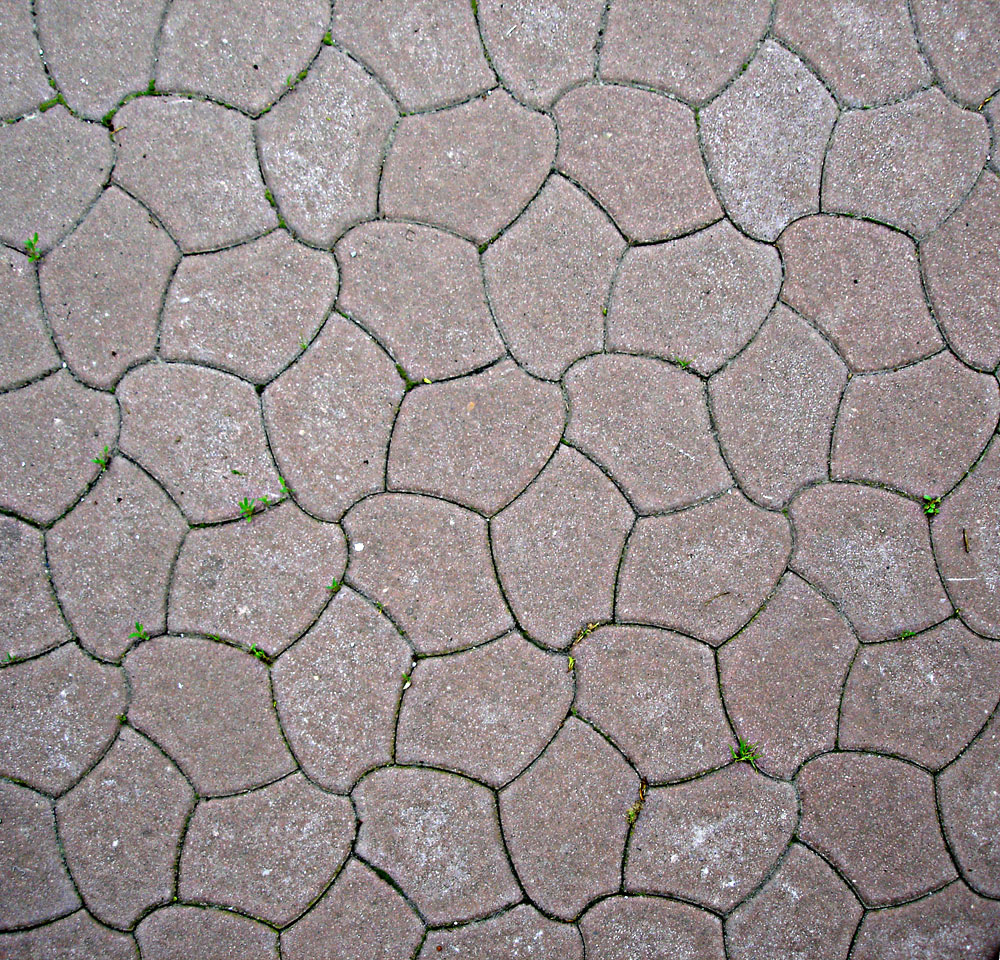
Chaussée à Zakopane, Pologne
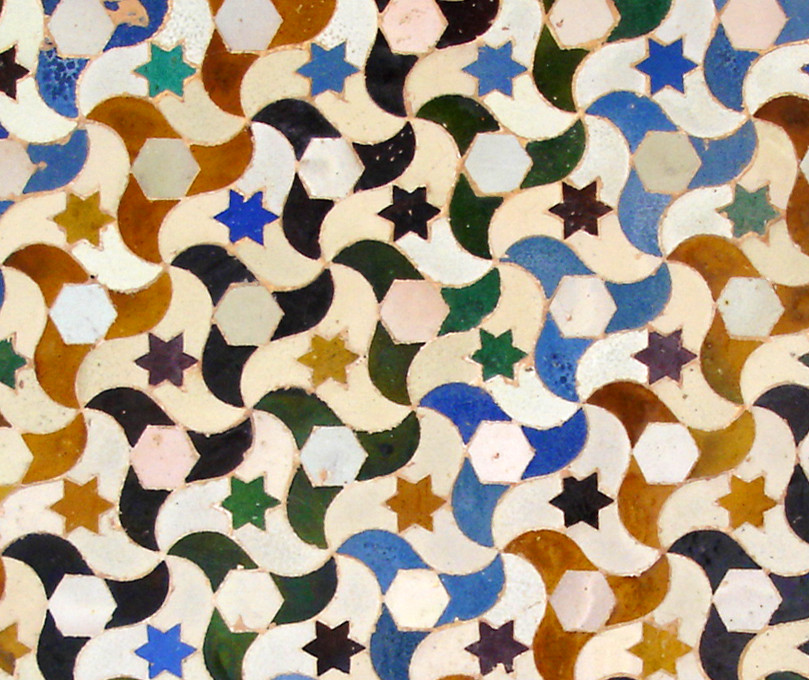
Décoration murale, Alhambra, Espagne

Dans le premier exemple, en ignorant les couleurs, le groupe de papier peint est p6. Dans le dernier exemple, le groupe de papier peint n'est p3 qu'en ignorant les couleurs.

#### Groupep3m1
- Notation des orbifolds : *333

Exemple et diagramme pour p3m1

Structure de maille pour p3m1

- Famille cristalline et système réticulaire : hexagonal
- Groupe ponctuel de symétrie : 3m (notation de Hermann-Mauguin), D3 (notation de Schoenflies)
- Le groupe p3m1 possède des rotations d'ordre 3 (120°) autour de trois centres différents et des réflexions par rapport à trois directions, correspondant aux côtés de triangles équilatéraux. Les centres de rotation sont situés à l'intersection des réflexions. Le groupe possède également des réflexions glissées par rapport à trois directions parallèles aux réflexions, mais dont les axes passent entre deux centres de rotation.

Comme pour le groupe p3, considérons un pavage du plan par des triangles équilatéraux de même taille et dont les côtés correspondent aux plus petites translations. Alors, la moitié des triangles possède une orientation opposée à celle de l'autre moitié des triangles. Ce groupe de papier peint correspond au cas où tous les triangles de même orientation sont identiques. Deux triangles d'orientations différentes sont tous deux de symétrie ponctuelle 3m, mais ils ne sont ni identiques, ni l'image l'un de l'autre par réflexion. Pour un pavage de symétrie p3m1 donné, trois choix de maille sont possibles, dépendant du centre de rotation choisi comme origine. Dans la structure de maille représentée à gauche, l'origine peut-être choisie soit sur un centre bleu, sur un centre rouge ou sur un centre vert.

Exemples pour le groupe p3m1
Pavage triangulaire
Pavage hexagonal tronqué
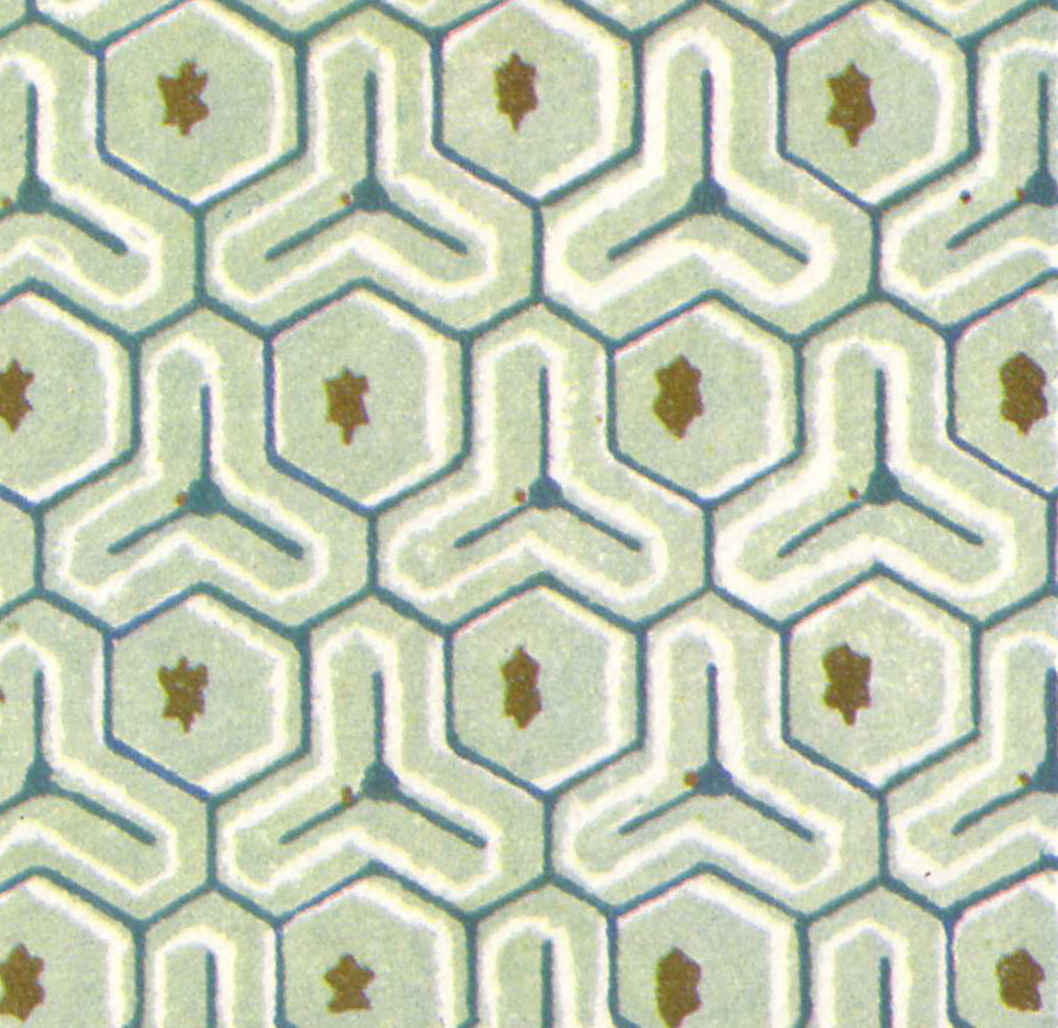
Décoration perse
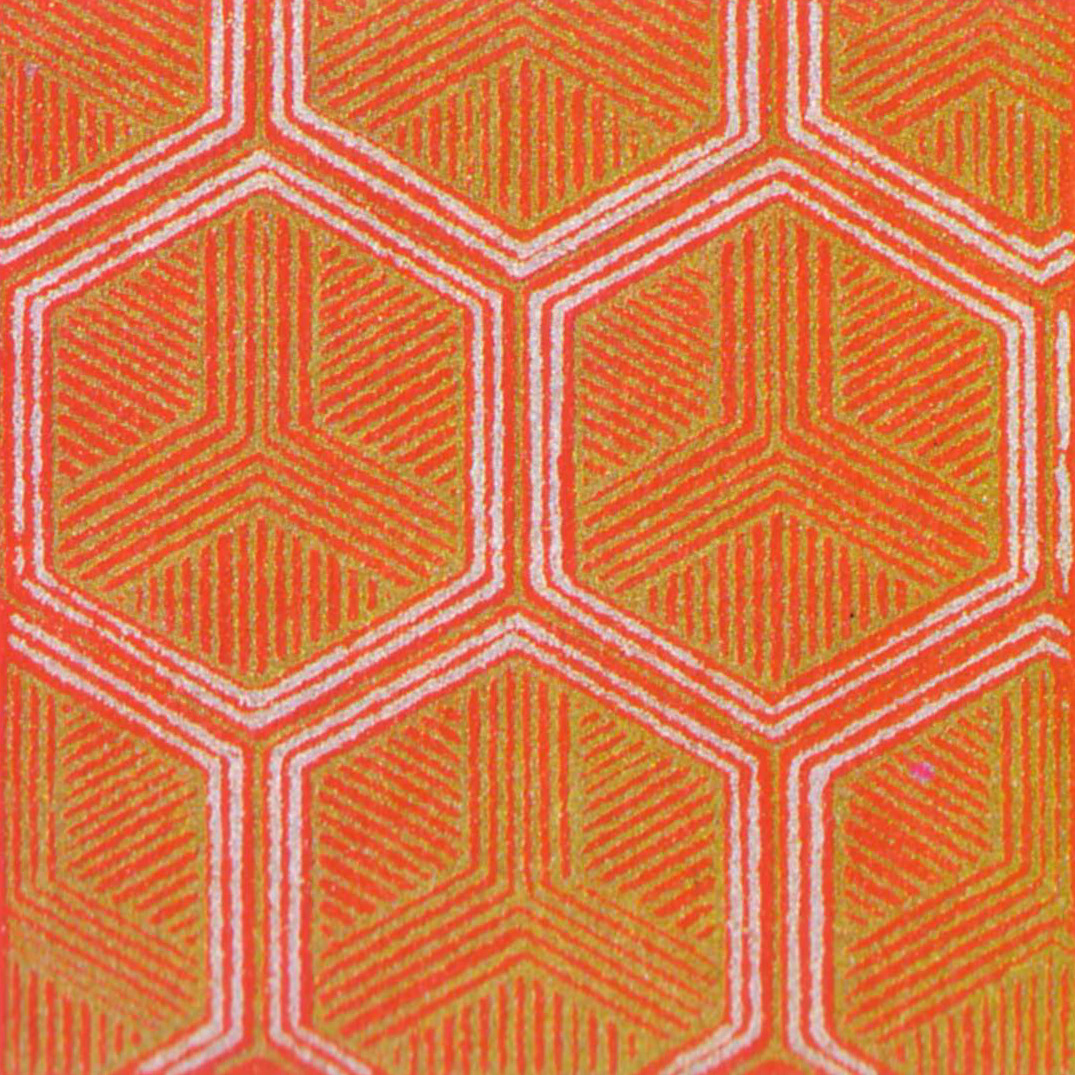
Peinture chinoise

Dans les deux premiers exemples, en ignorant les couleurs, le groupe de papier peint est p3m1.

#### Groupep31m
- Notation des orbifolds : 3*3

Exemple et diagramme pour p31m

Structure de maille pour p31m

- Famille cristalline et système réticulaire : hexagonal
- Groupe ponctuel de symétrie : 3m (notation de Hermann-Mauguin), D3 (notation de Schoenflies)
- Le groupe p31m possède des rotations d'ordre 3 (120°) autour de trois centres et des réflexions par rapport à trois directions. Deux des centres de rotation sont équivalents par réflexion et ne sont pas situés sur des axes de réflexion. Comme le groupe p3m1, p31m possède également des réflexions glissées par rapport à trois directions parallèles aux réflexions, mais dont les axes passent entre deux axes de réflexion, auxquels ils sont parallèles.

Comme pour les groupes p3 et p3m1, considérons un pavage du plan par des triangles équilatéraux de même taille et dont les côtés correspondent aux plus petites translations. Alors, la moitié des triangles possède une orientation opposée à celle de l'autre moitié des triangles. Ce groupe de papier peint correspond au cas où tous les triangles de même orientation sont identiques. Deux triangles d'orientations différentes sont tous deux de symétrie ponctuelle 3 et sont l'image l'un de l'autre par réflexion. Pour un tel pavage, il n'existe qu'un choix possible pour l'origine de la maille : le centre de rotation d'ordre 3 situé à l'intersection des axes de réflexion (en rouge dans la structure de maille représentée à gauche).

Exemples pour le groupe p31m
Empilement compact de cercles de tailles différentes
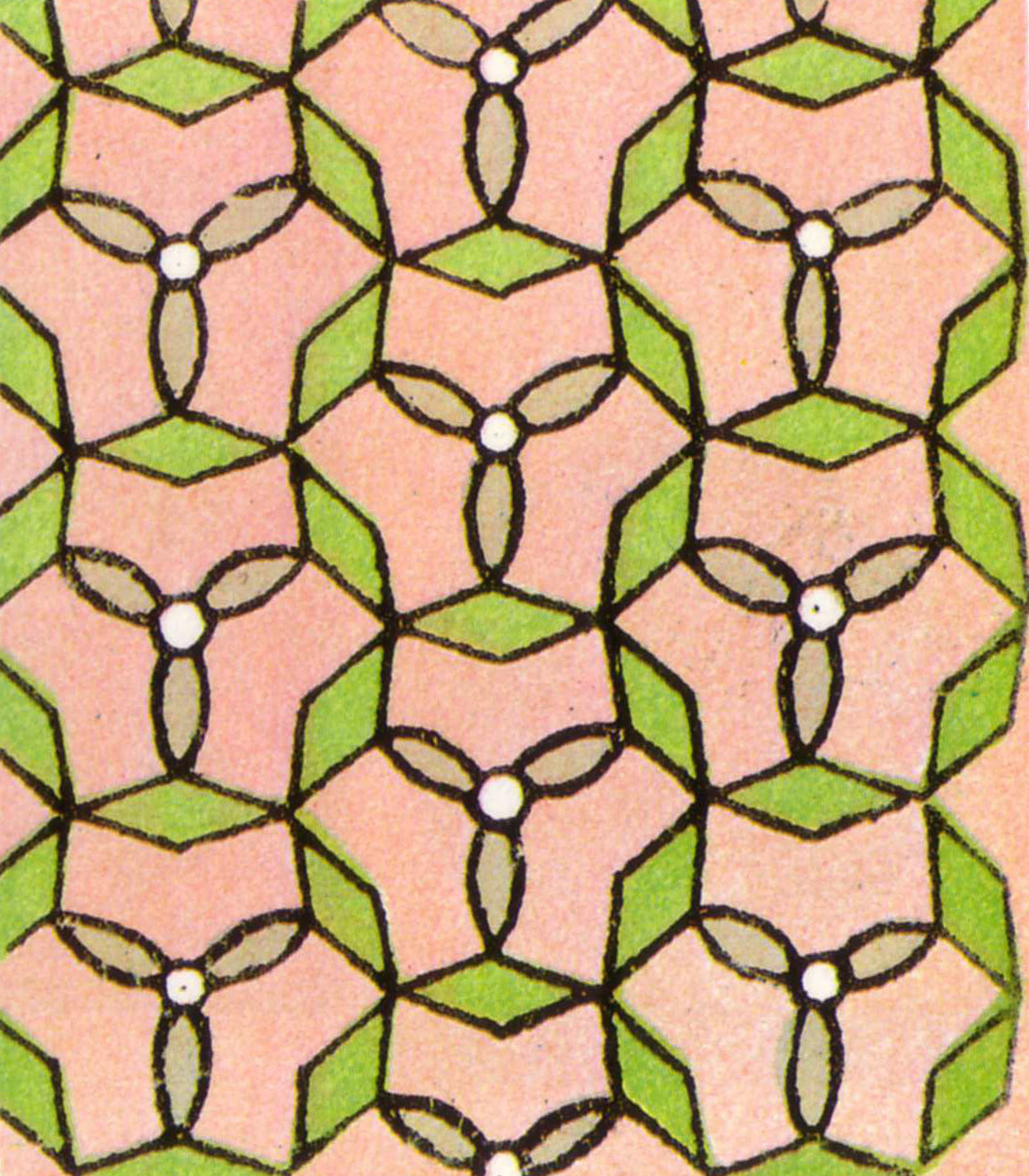
Glacis perse
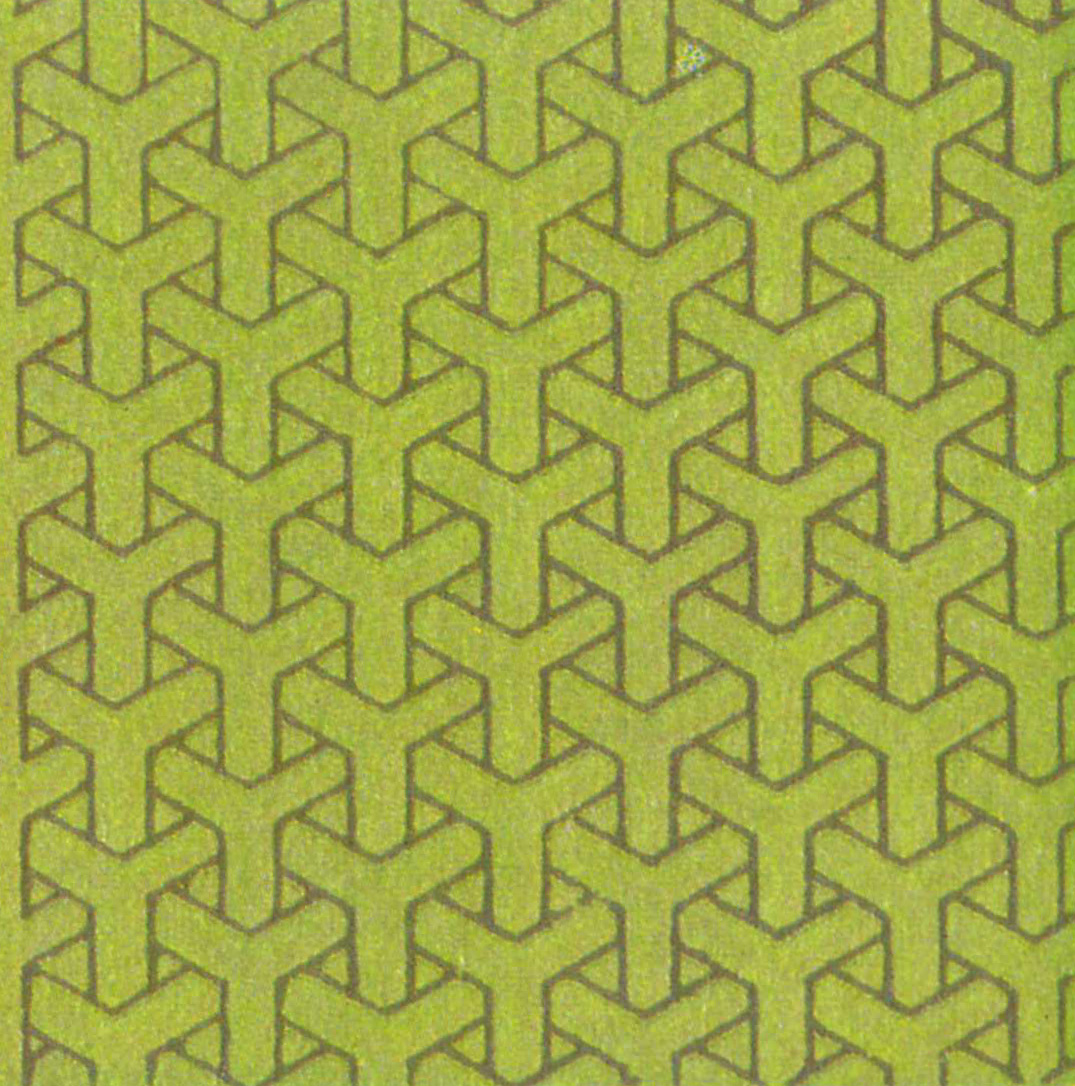
Porcelaine peinte, Chine
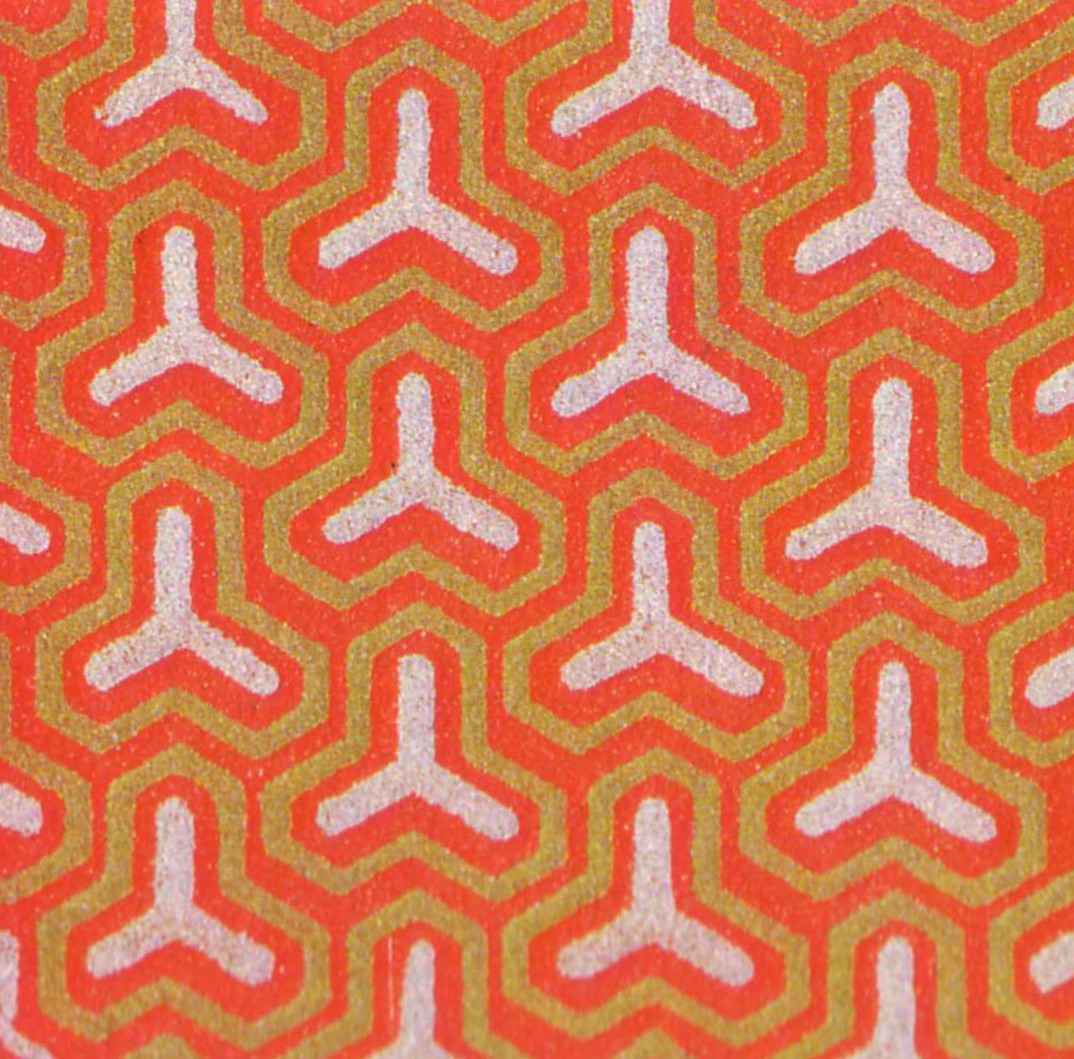
Peinture chinoise

#### Groupep6
- Notation des orbifolds : 632

Exemple et diagramme pour p6

Structure de maille pour p6

- Famille cristalline et système réticulaire : hexagonal
- Groupe ponctuel de symétrie : 6 (notation de Hermann-Mauguin), C6 (notation de Schoenflies)
- Le groupe p6 possède une rotation d'ordre 6 (60°), des rotations d'ordre 3 (120°) et des rotations d'ordre 2 (180°). Pour chaque type de rotation, les centres de rotation dans la maille sont équivalents par symétrie. Ce groupe ne possède ni réflexion, ni réflexion glissée.

Ce groupe correspond à un pavage du plan avec des triangles équilatéraux identiques de symétrie ponctuelle 3, ou à un pavage du plan avec des hexagones de symétrie ponctuelle 6 (les bords des hexagones ne faisant pas forcément partie du motif).

Exemples pour le groupe p6
Pavage par des polygones réguliers
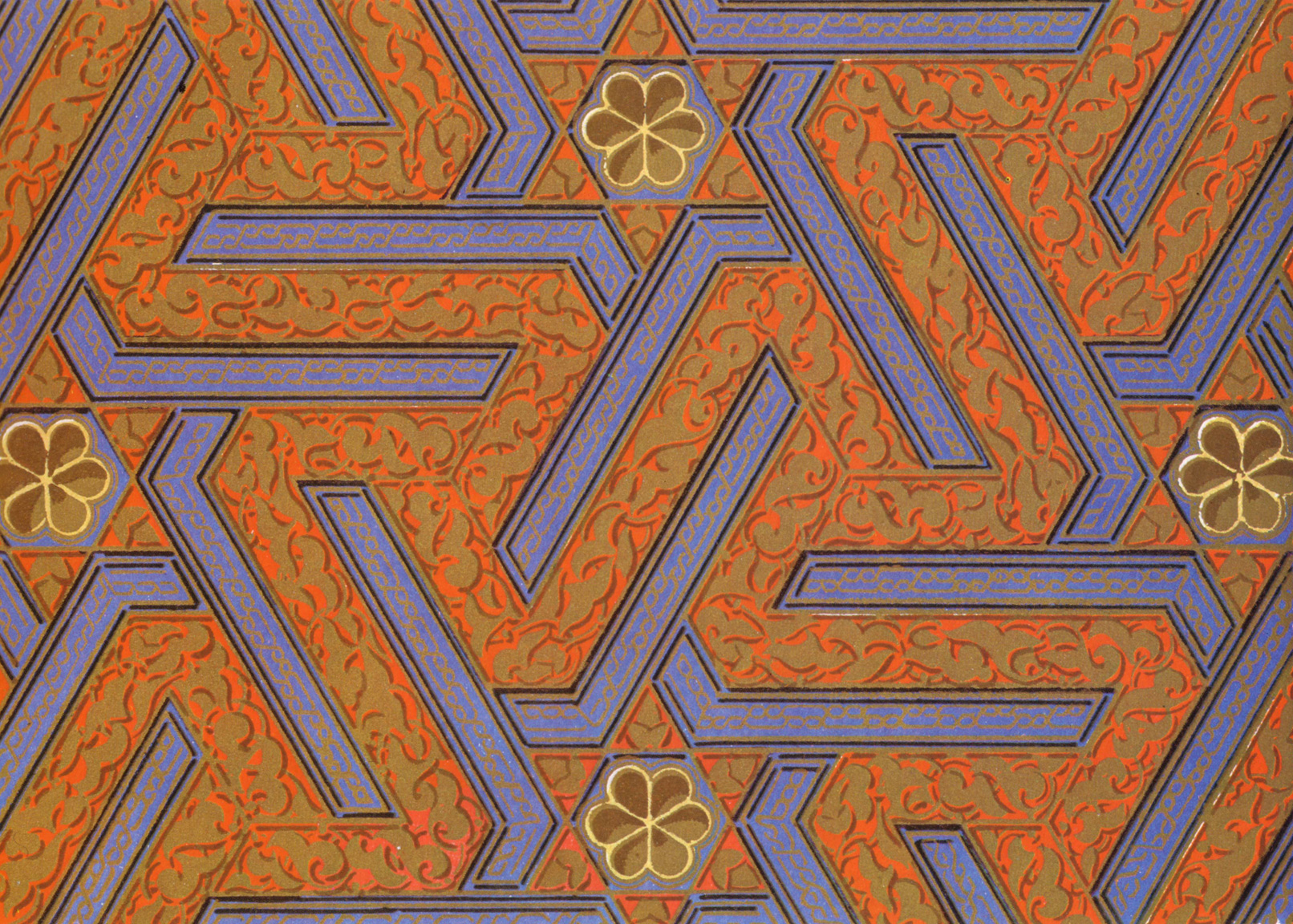
Panneau mural, Alhambra, Espagne
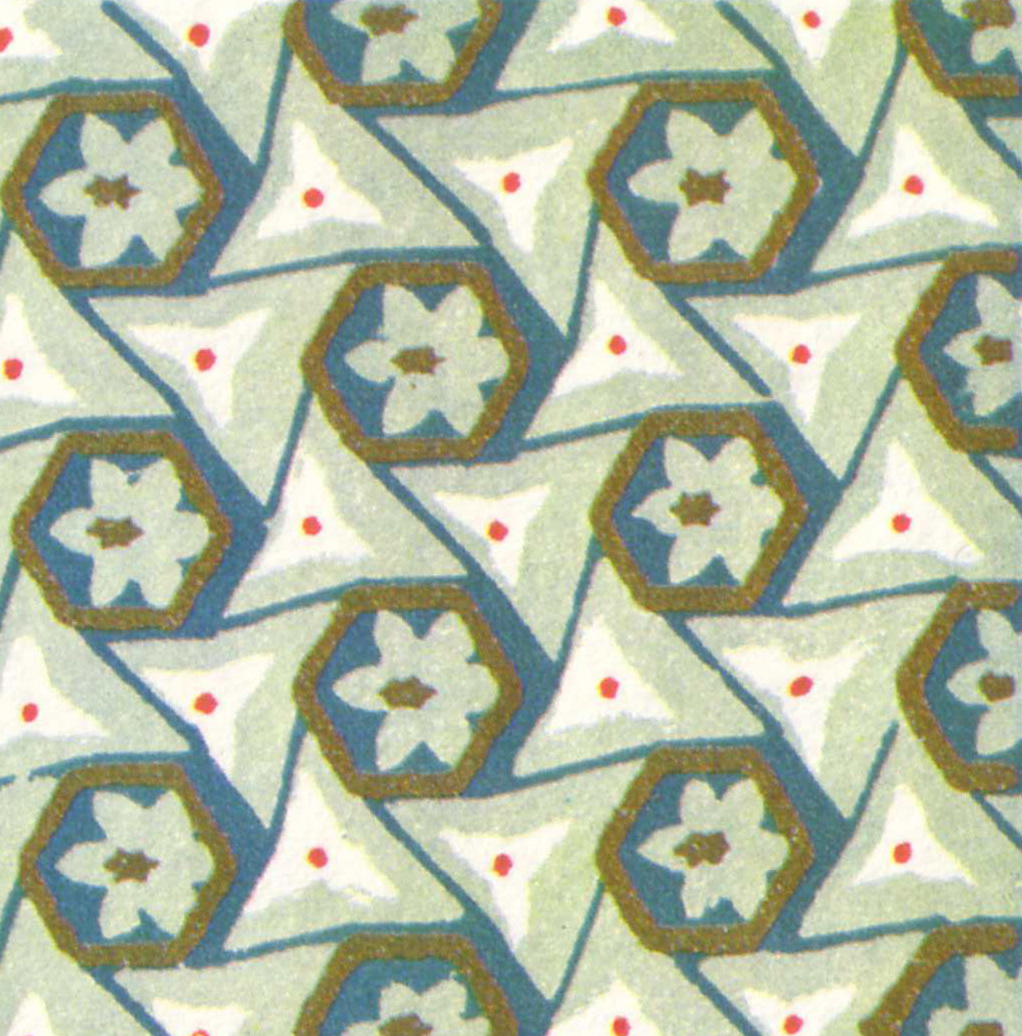
Décoration perse

#### Groupep6m
- Notation des orbifolds : *632

Exemple et diagramme pour p6m

Structure de maille pour p6m

- Famille cristalline et système réticulaire : hexagonal
- Groupe ponctuel de symétrie : 6mm (notation de Hermann-Mauguin), 6m (notation abrégée de Hermann-Mauguin), D6 (notation de Schoenflies)
- Le groupe p6m possède une rotation d'ordre 6 (60°), des rotations d'ordre 3 (120°) et des rotations d'ordre 2 (180°). Il possède également des réflexions et des réflexions glissées. Pour chaque type de rotation, les centres de rotation dans la maille sont équivalents par symétrie et sont situés à l'intersection d'axes de réflexion.

Ce groupe correspond à un pavage du plan avec des triangles équilatéraux identiques de symétrie ponctuelle 3m, ou à un pavage du plan avec des hexagones de symétrie ponctuelle 6m (les bords des hexagones ne faisant pas forcément partie du motif).

Exemples pour le groupe p6m
Pavage grand rhombitrihexagonal
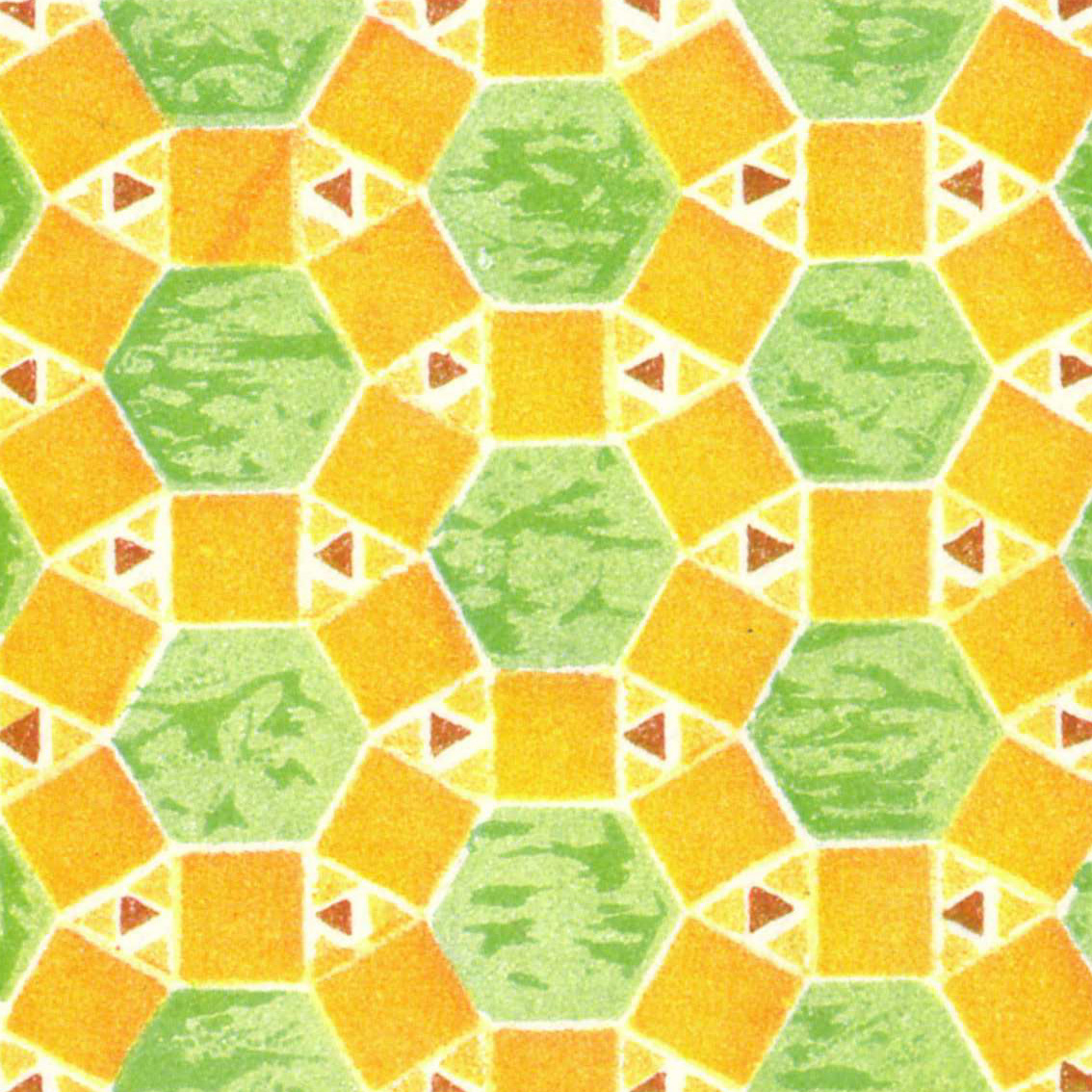
Marbre byzantin, Rome, Italie
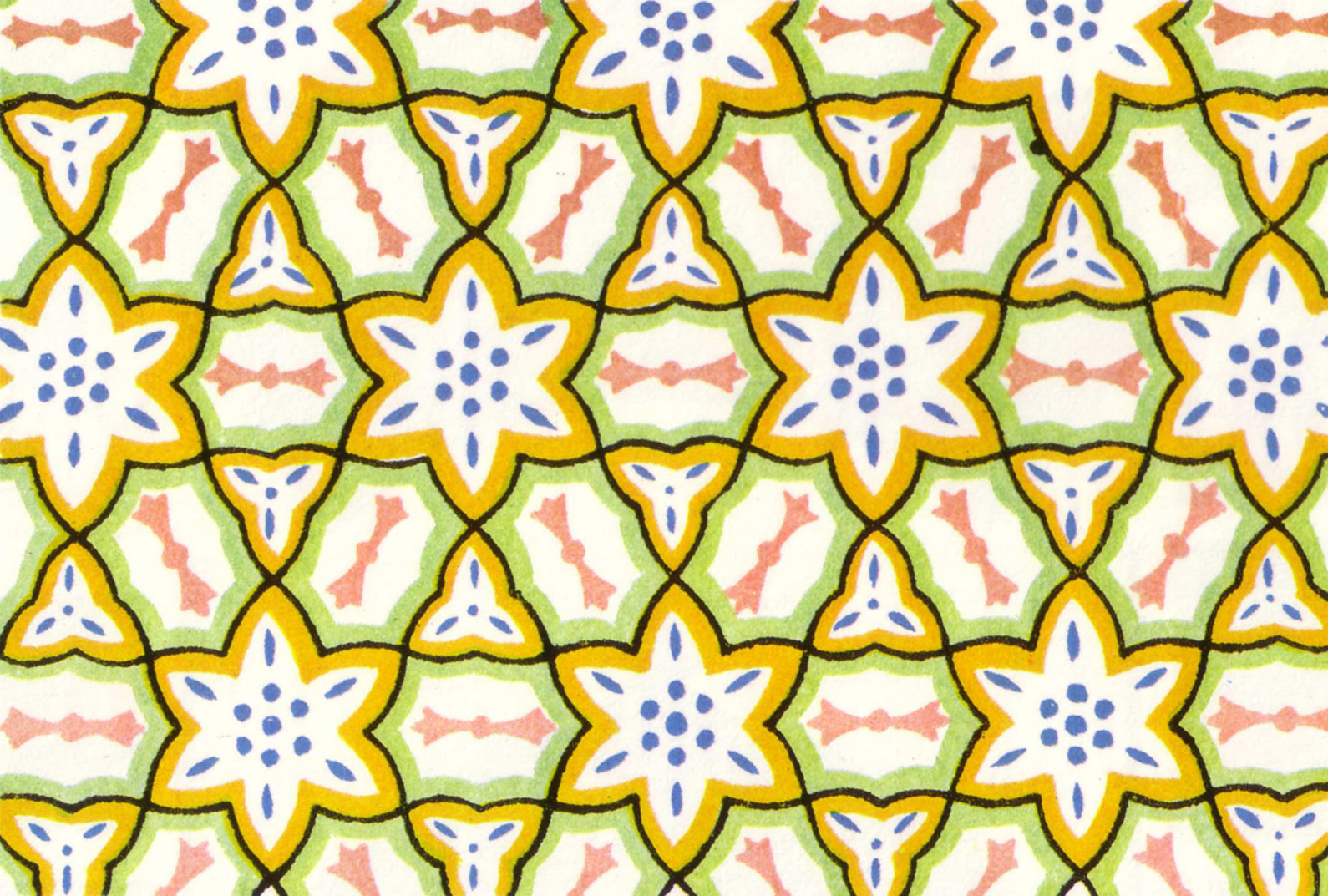
Glacis perse
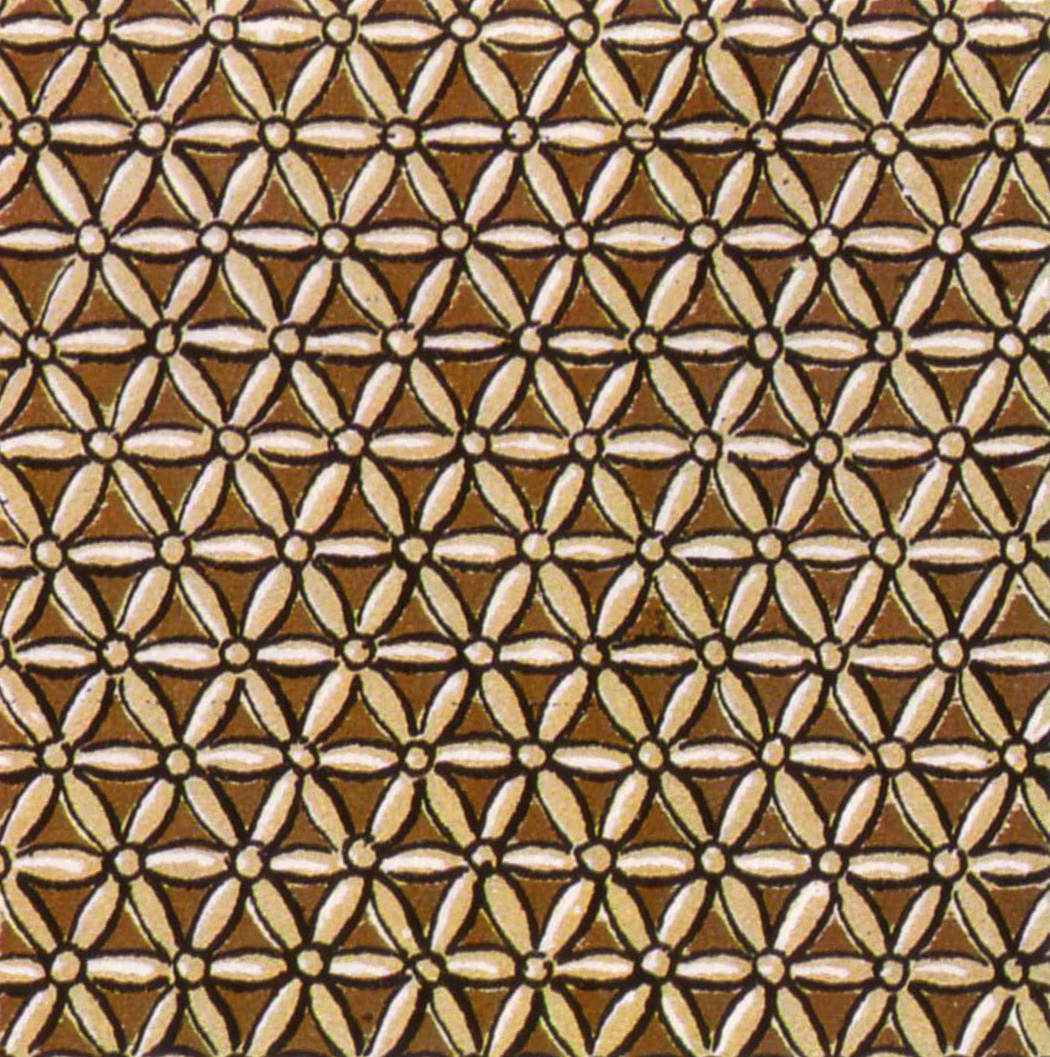
Récipient en bronze à Nimroud, Assyrie

## Guide de reconnaissance des groupes de papier peint
Pour déterminer le groupe de papier peint d'un motif, il est possible d'utiliser le tableau suivant :
| Plus petit angle de rotation | Contient une réflexion ?                                     | Contient une réflexion ?                                     | Contient une réflexion ?                                     | Contient une réflexion ?                                     | Contient une réflexion ?         | Contient une réflexion ?         |
| ---------------------------- | ------------------------------------------------------------ | ------------------------------------------------------------ | ------------------------------------------------------------ | ------------------------------------------------------------ | -------------------------------- | -------------------------------- |
| Plus petit angle de rotation | Oui                                                          | Oui                                                          | Oui                                                          | Oui                                                          | Non                              | Non                              |
| 360° / 6 = 60°               | p6m (*632)                                                   | p6m (*632)                                                   | p6m (*632)                                                   | p6m (*632)                                                   | p6 (632)                         | p6 (632)                         |
| 360° / 4 = 90°               | Contient un miroir à 45° ?                                   | Contient un miroir à 45° ?                                   | Contient un miroir à 45° ?                                   | Contient un miroir à 45° ?                                   | p4 (442)                         | p4 (442)                         |
| 360° / 4 = 90°               | Oui : p4m (*442)                                             | Oui : p4m (*442)                                             | Non : p4g (4*2)                                              | Non : p4g (4*2)                                              | p4 (442)                         | p4 (442)                         |
| 360° / 3 = 120°              | Contient un centre de rotation en dehors des miroirs ?       | Contient un centre de rotation en dehors des miroirs ?       | Contient un centre de rotation en dehors des miroirs ?       | Contient un centre de rotation en dehors des miroirs ?       | p3 (333)                         | p3 (333)                         |
| 360° / 3 = 120°              | Oui : p31m (3*3)                                             | Oui : p31m (3*3)                                             | Non : p3m1 (*333)                                            | Non : p3m1 (*333)                                            | p3 (333)                         | p3 (333)                         |
| 360° / 2 = 180°              | Contient des réflexions perpendiculaires ?                   | Contient des réflexions perpendiculaires ?                   | Contient des réflexions perpendiculaires ?                   | Contient des réflexions perpendiculaires ?                   | Contient une réflexion glissée ? | Contient une réflexion glissée ? |
| 360° / 2 = 180°              | Oui                                                          | Oui                                                          | Oui                                                          | Non                                                          | Contient une réflexion glissée ? | Contient une réflexion glissée ? |
| 360° / 2 = 180°              | Contient un centre de rotation en dehors des miroirs ?       | Contient un centre de rotation en dehors des miroirs ?       | Contient un centre de rotation en dehors des miroirs ?       | pmg (22*)                                                    | Oui : pgg (22X)                  | Non : p2 (2222)                  |
| 360° / 2 = 180°              | Oui : cmm (2*22)                                             | Non : pmm (*2222)                                            | Non : pmm (*2222)                                            | pmg (22*)                                                    | Oui : pgg (22X)                  | Non : p2 (2222)                  |
| aucun = 360°                 | Contient un axe de réflexion glissée en dehors des miroirs ? | Contient un axe de réflexion glissée en dehors des miroirs ? | Contient un axe de réflexion glissée en dehors des miroirs ? | Contient un axe de réflexion glissée en dehors des miroirs ? | Contient une réflexion glissée ? | Contient une réflexion glissée ? |
| aucun = 360°                 | Oui : cm (*X)                                                | Oui : cm (*X)                                                | Non : pm (**)                                                | Non : pm (**)                                                | Oui : pg (XX)                    | Non : p1 (O)                     |

## Les cinq types de réseau de Bravais
Il existe 5 types de réseau de Bravais bidimensionnels. Ils sont notés par deux lettres minuscules italiques. La première désigne la famille cristalline : m, o, t et h. La deuxième désigne le mode de réseau : p pour primitif et c pour centré. Le groupe de papier peint d'un réseau de Bravais sans motif représente la symétrie maximale que l'on peut trouver dans un motif de ce type de réseau.

Les cinq types de réseau de Bravais bidimensionnels
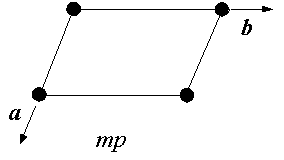
mp
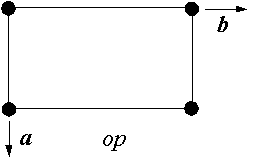
op
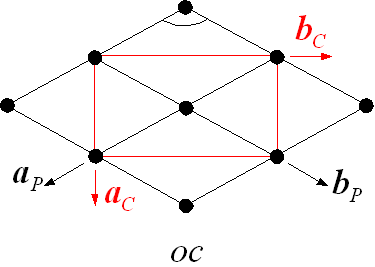
oc
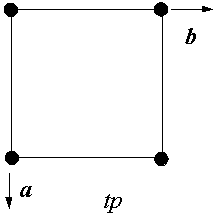
tp
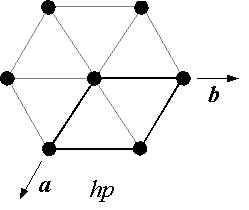
hp

- Famille cristalline hexagonale. Dans les cinq cas où l'on a une rotation d'ordre 3 ou 6, la maille primitive est un losange avec les angles 120° et 60°. Le réseau de Bravais est noté hp ; sa symétrie est p6m.
- Famille cristalline quadratique ou tétragonale[note 1]. Dans les trois cas où une rotation d'ordre 4 est présente, la maille primitive est un carré. Le réseau de Bravais est noté tp ; sa symétrie est p4m.
- Famille cristalline orthorhombique.
  - Dans les cinq cas où l'on a soit des réflexions, soit des réflexions glissées, mais pas les deux à la fois, la maille primitive est un rectangle. Le réseau de Bravais est noté op ; sa symétrie est pmm.
  - Dans les deux cas où réflexion et réflexion glissée sont présentes en même temps, la maille primitive est un losange quelconque. On préfère utiliser dans ce cas une maille rectangulaire centrée, qui permet de mieux rendre compte de la symétrie du réseau. Le réseau de Bravais est noté oc ; sa symétrie est cmm.
- Famille cristalline monoclinique. Dans le cas où il n'y a qu'une rotation d'ordre maximum 2, la maille primitive est un parallélogramme. Le réseau de Bravais est noté mp ; sa symétrie est p2.

## Transformations sur les groupes de papier peint
Le groupe de papier peint d'un motif est invariant sous l'action d'isométries et de dilatations uniformes (similitudes).
Les applications affines bijectives quelconques conservent la symétrie translationnelle d'un motif. Il en est de même pour les rotations d'ordre 2 ; les rotations d'ordre pair (4 et 6) ne sont pas forcément conservées mais sont transformées au moins en rotations d'ordre 2.
Les réflexions et réflexions glissées par rapport à un axe sont conservées lors d'une contraction ou d'une expansion le long de ou perpendiculaire à cet axe.

## Groupes de papier peint dans l'histoire de l'art
Parmi les motifs périodiques bidimensionnels de l'Égypte antique, l'utilisation de douze des dix-sept groupes de papier peint a été démontrée ; il y manque les cinq groupes hexagonaux, contenant les symétries de rotation d'ordre 3 et 6.
Les arabesques de l'Alhambra représentent de façon exemplaire l'utilisation de motifs périodiques bidimensionnels dans les arts de l'Islam. On ne sait pas encore définitivement si tous les dix-sept groupes de papier peints sont présents dans l'Alhambra : Edith Müller et Branko Grünbaum pensent que non, au contraire de José María Montesinos et Marcus du Sautoy.
Exception faite des groupes pm, pg et p3, tous les groupes de papier peint ont été utilisés dans l'art chinois.